# Tyrannidae
I Tirannidi (Tyrannidae Vigors, 1825) sono una famiglia di uccelli dell'ordine dei Passeriformi, diffusi nel Nuovo Mondo.

## Distribuzione e habitat
Le oltre quattrocento specie appartenenti alla famiglia Tyrannidae sono ampiamente diffuse in quasi tutto il continente americano, sebbene non nella sua regione più settentrionale.

## Tassonomia
La famiglia comprende i seguenti generi e specie:
- Genere Piprites
  - Piprites griseiceps Salvin, 1865 - manachino testagrigia

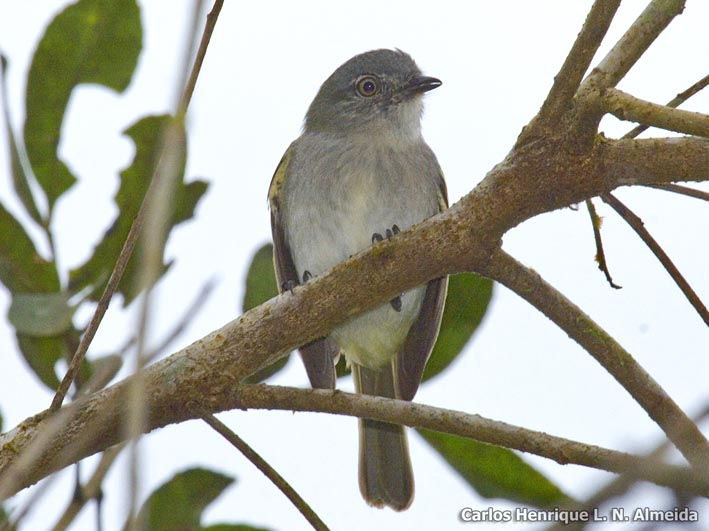
Myiopagis caniceps

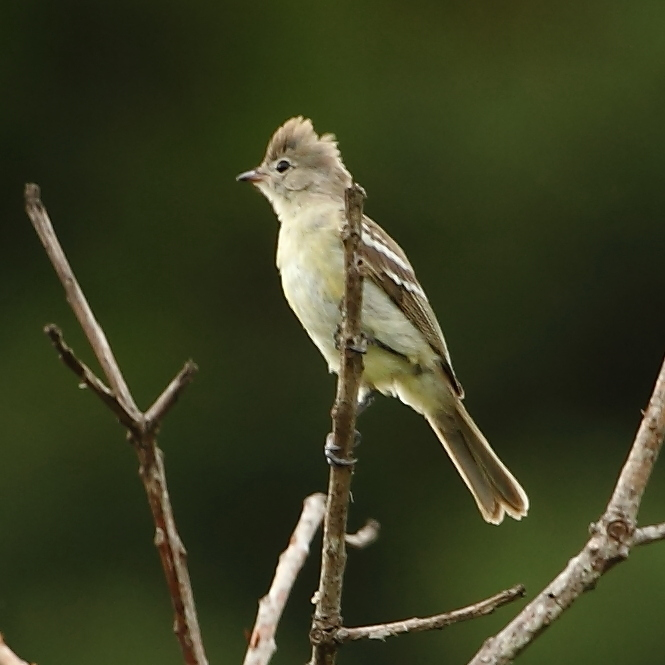
Elaenia flavogaster

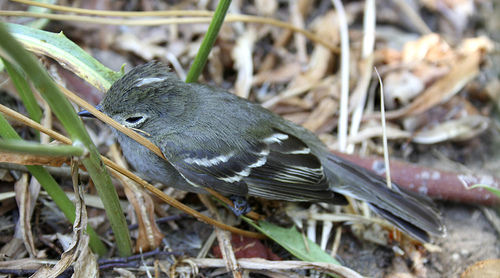
Elaenia albiceps

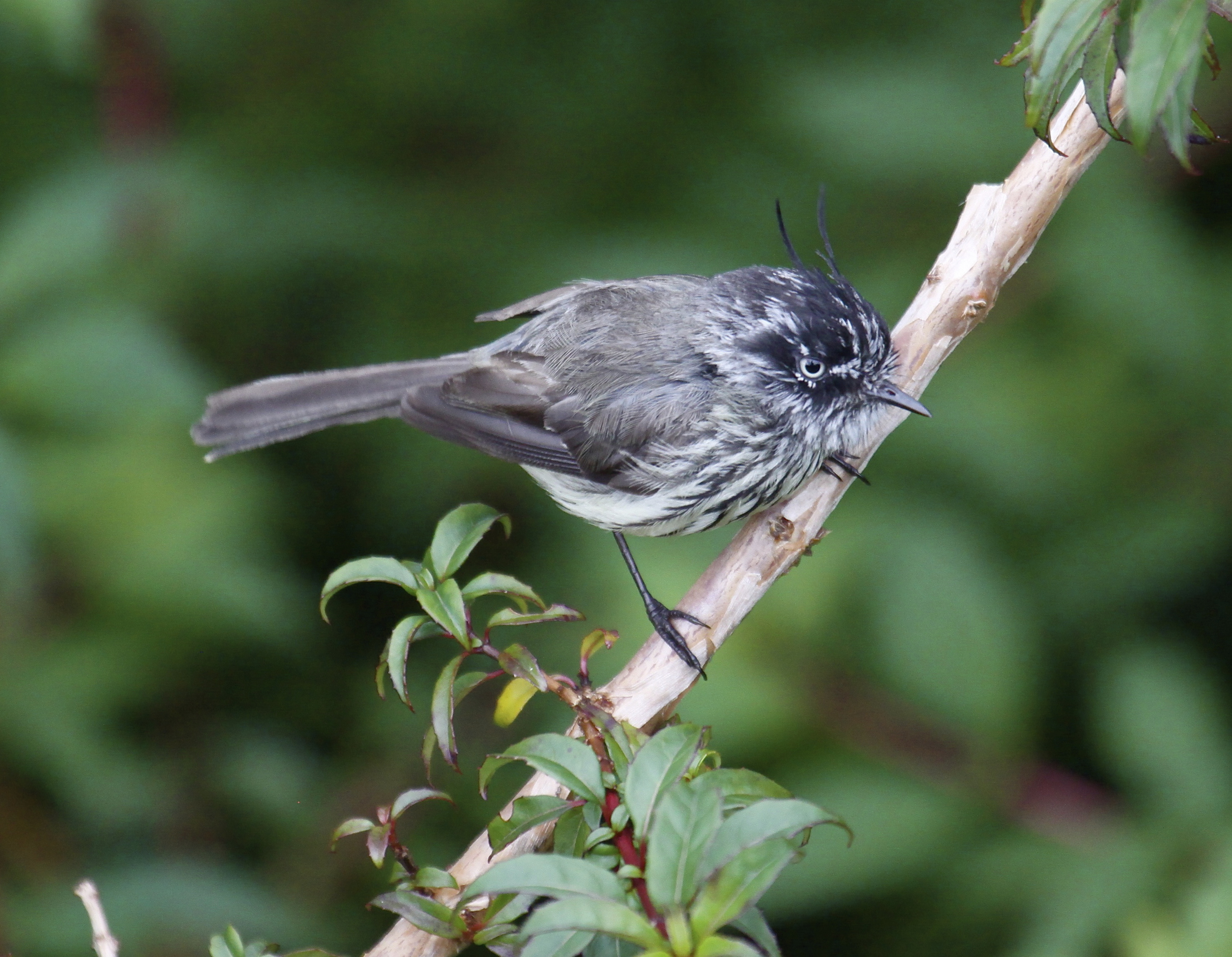
Anairetes parulus

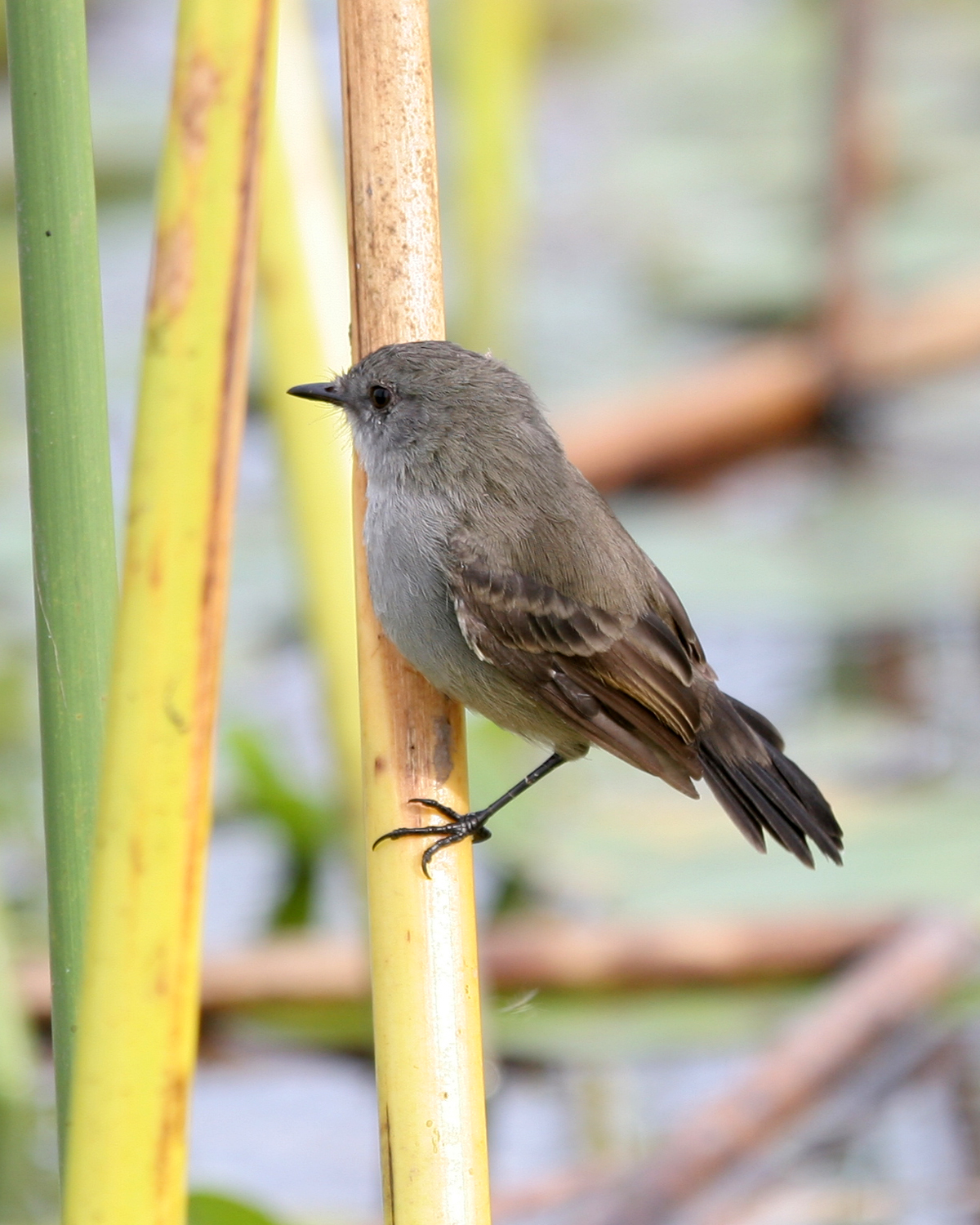
Serpophaga nigricans

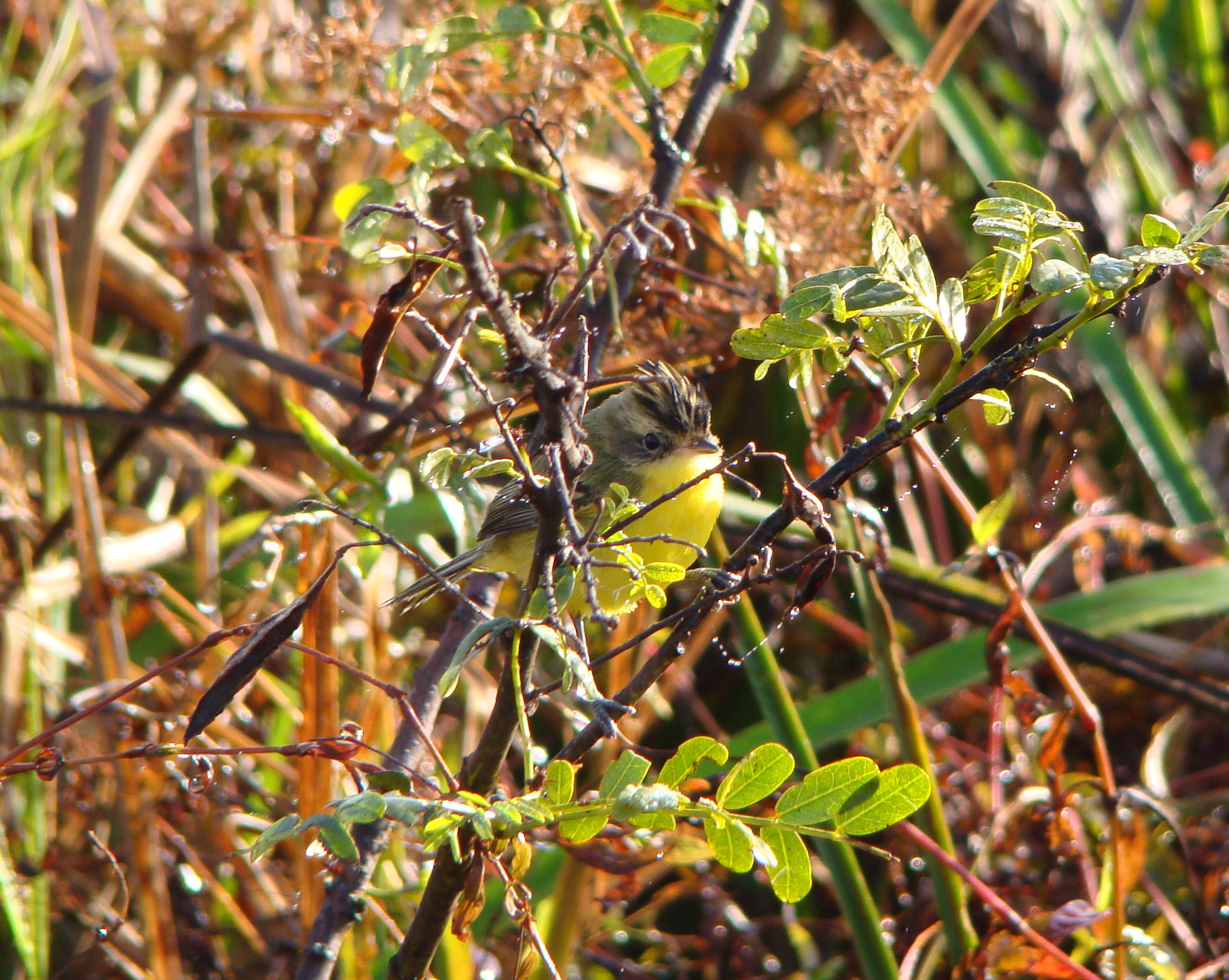
Pseudocolopteryx sclateri

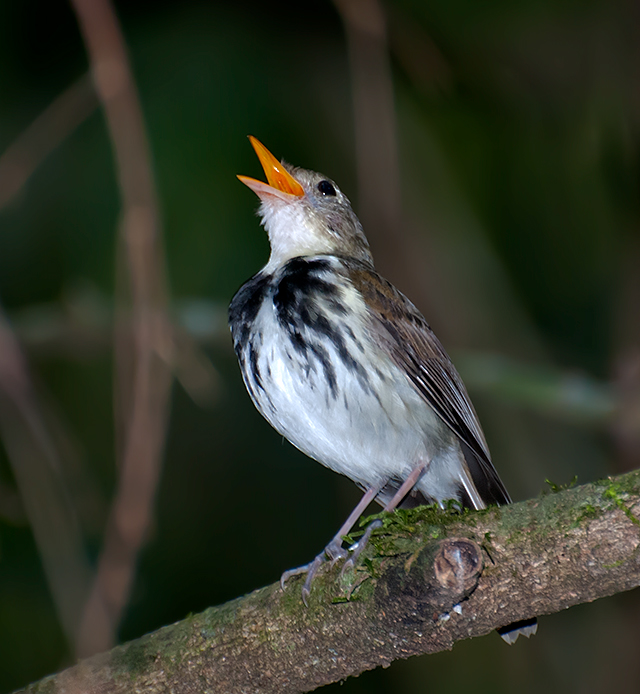
Corythopis delalandi

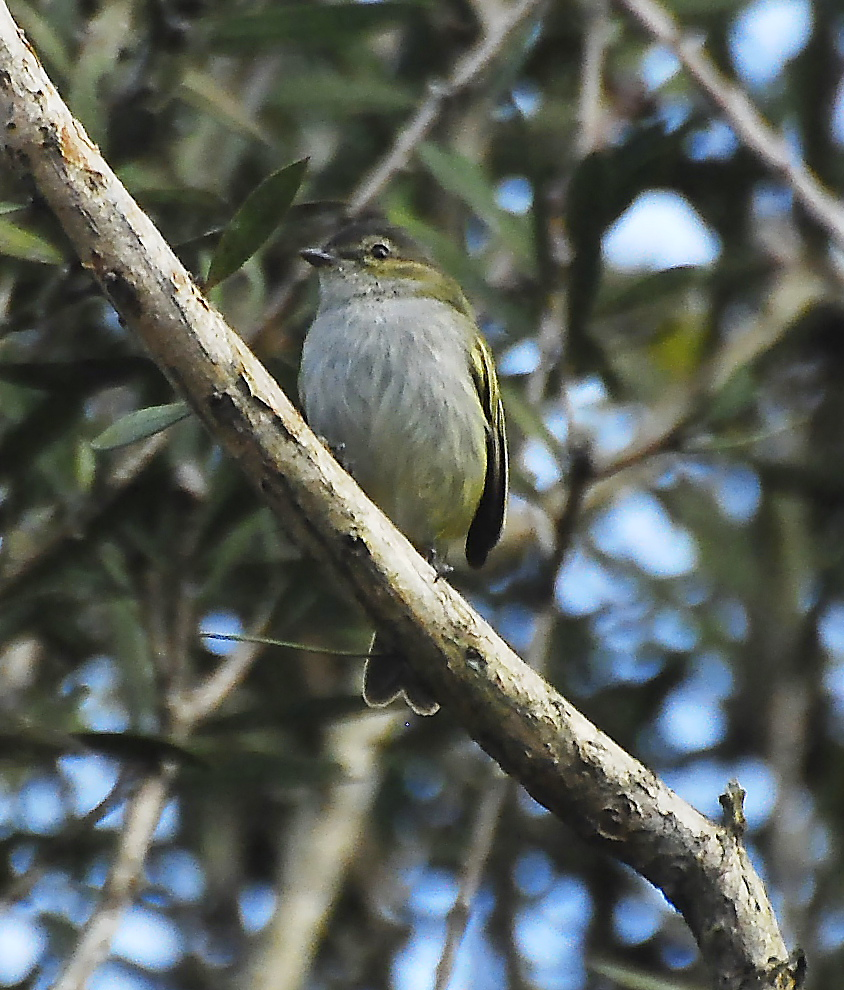
Zimmerius vilissimus

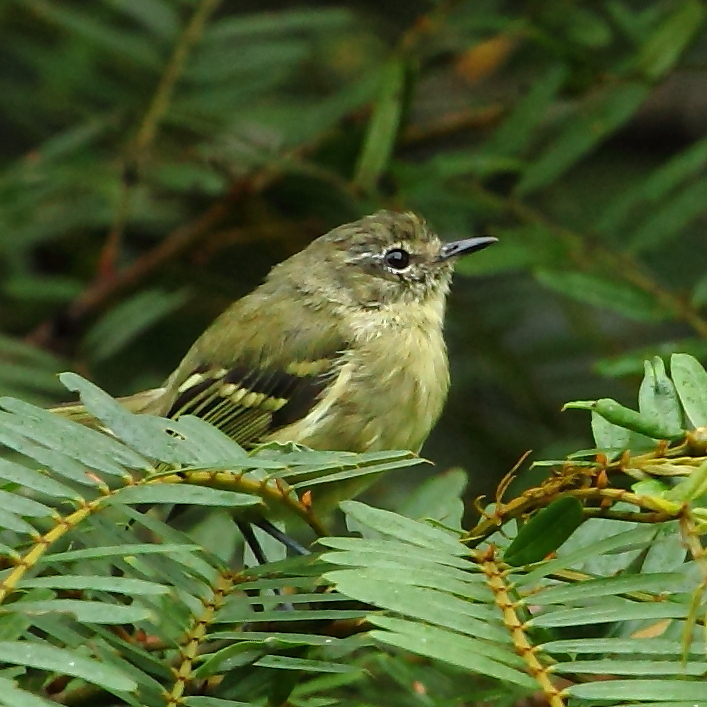
Phylloscartes ventralis

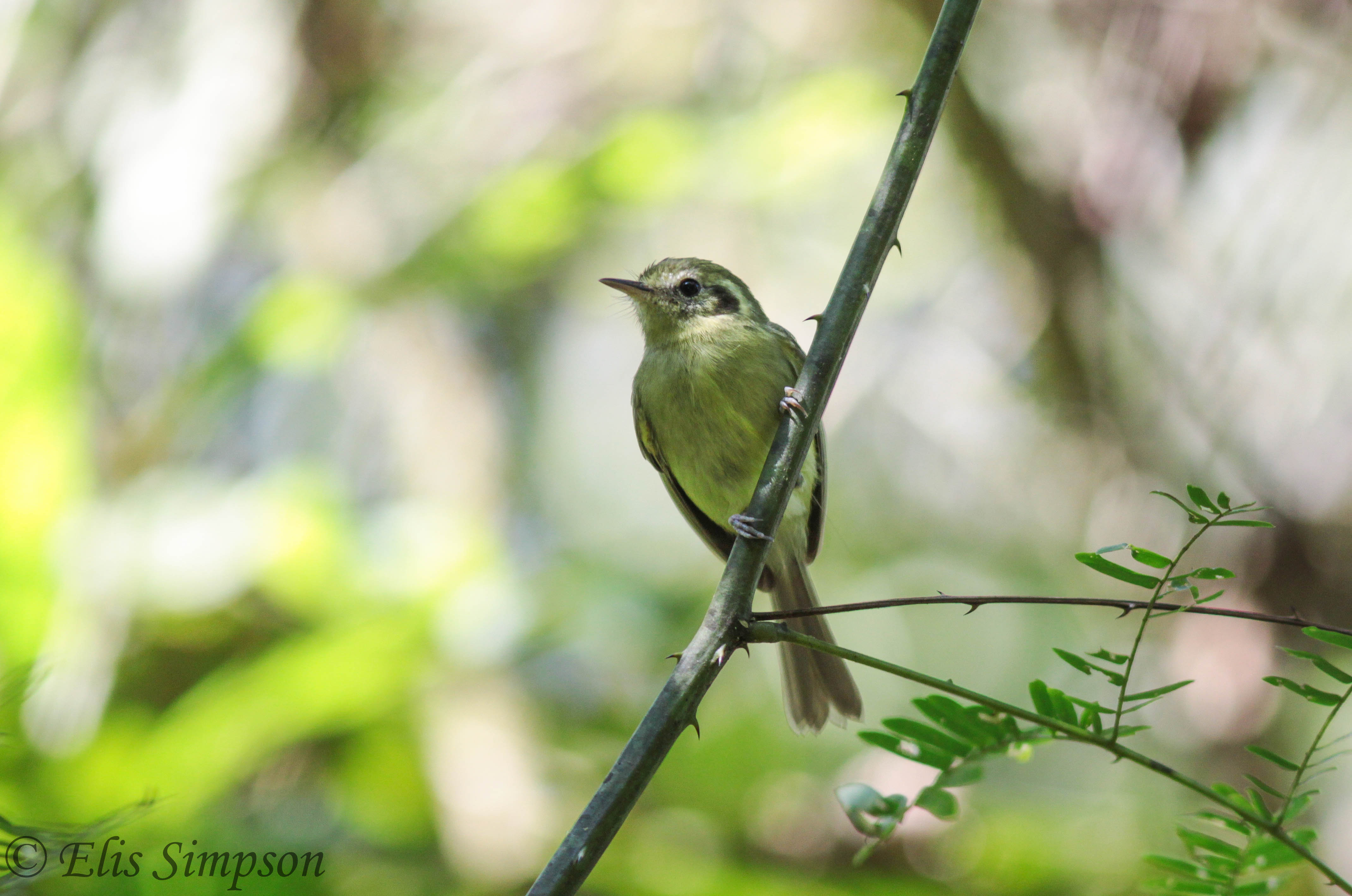
Phylloscartes paulista

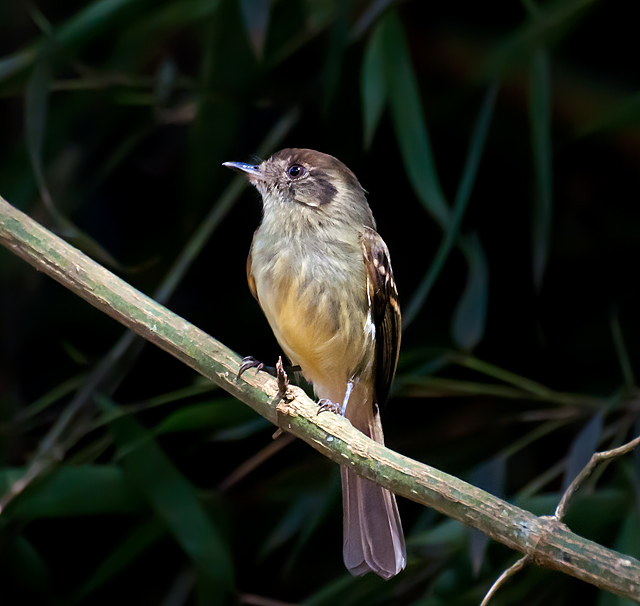
Leptopogon amaurocephalus

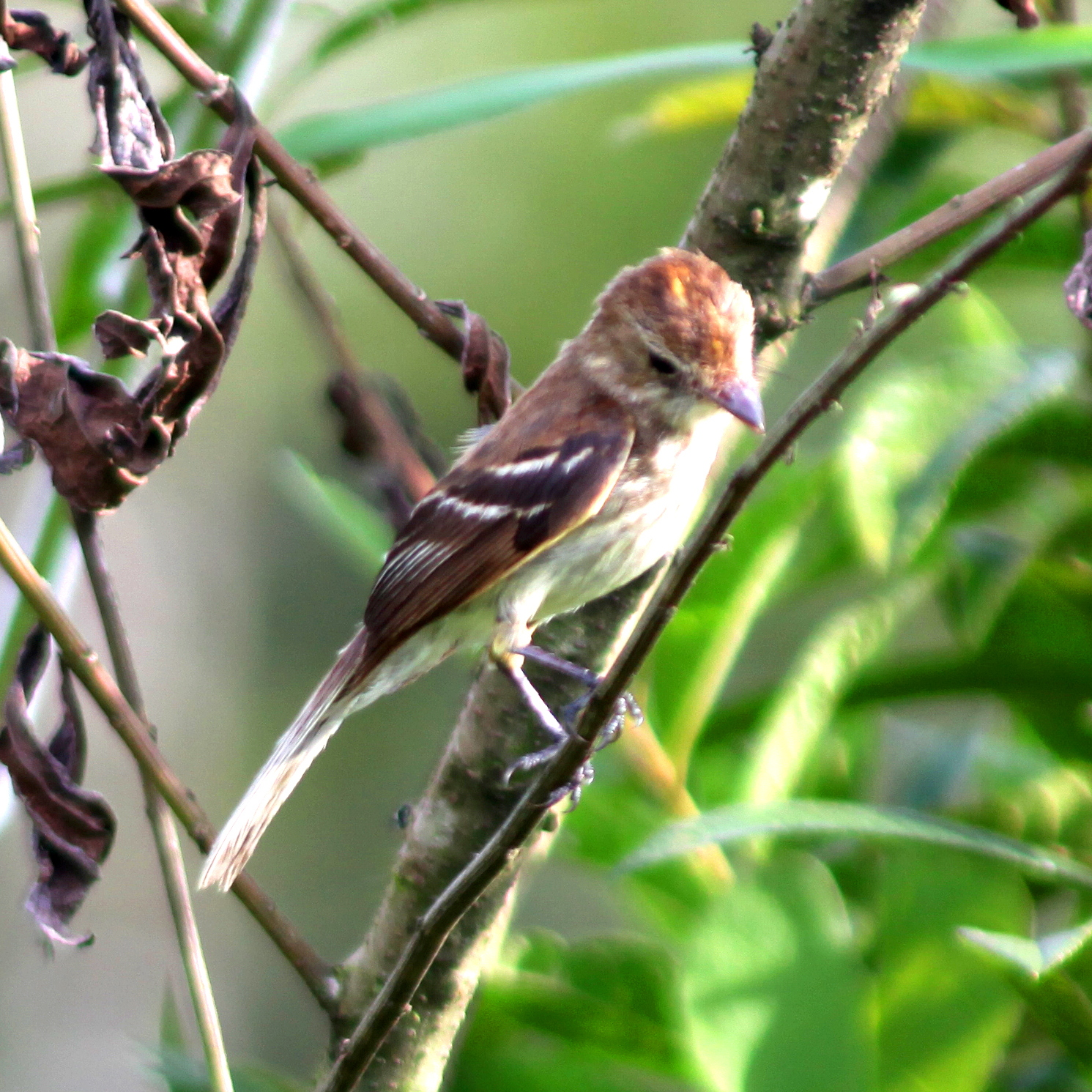
Myiophobus fasciatus

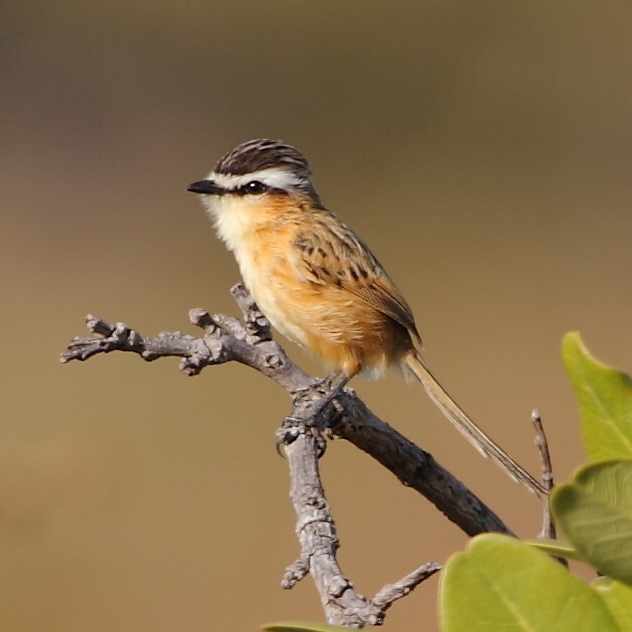
Culicivora caudacuta

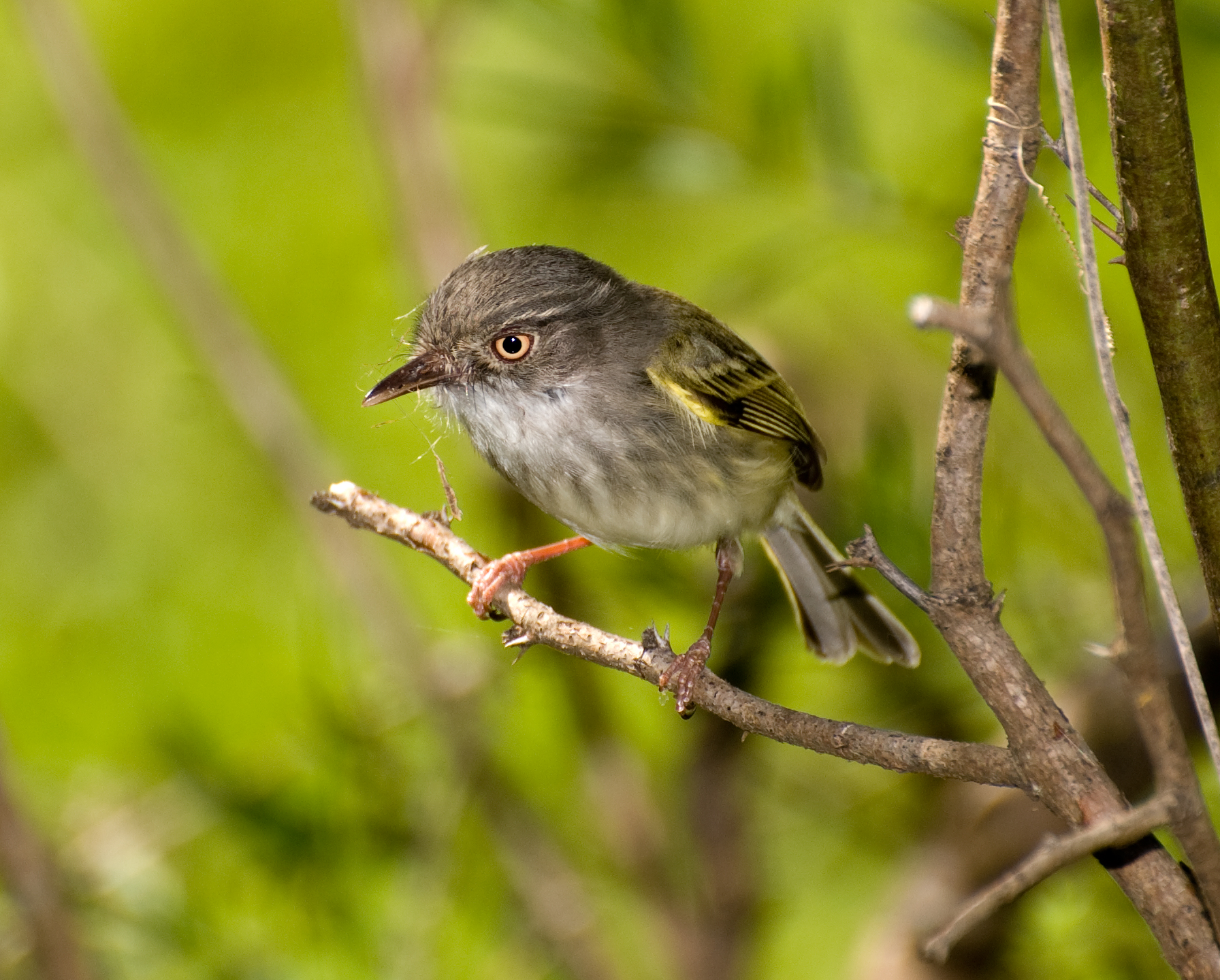
Hemitriccus margaritaceiventer

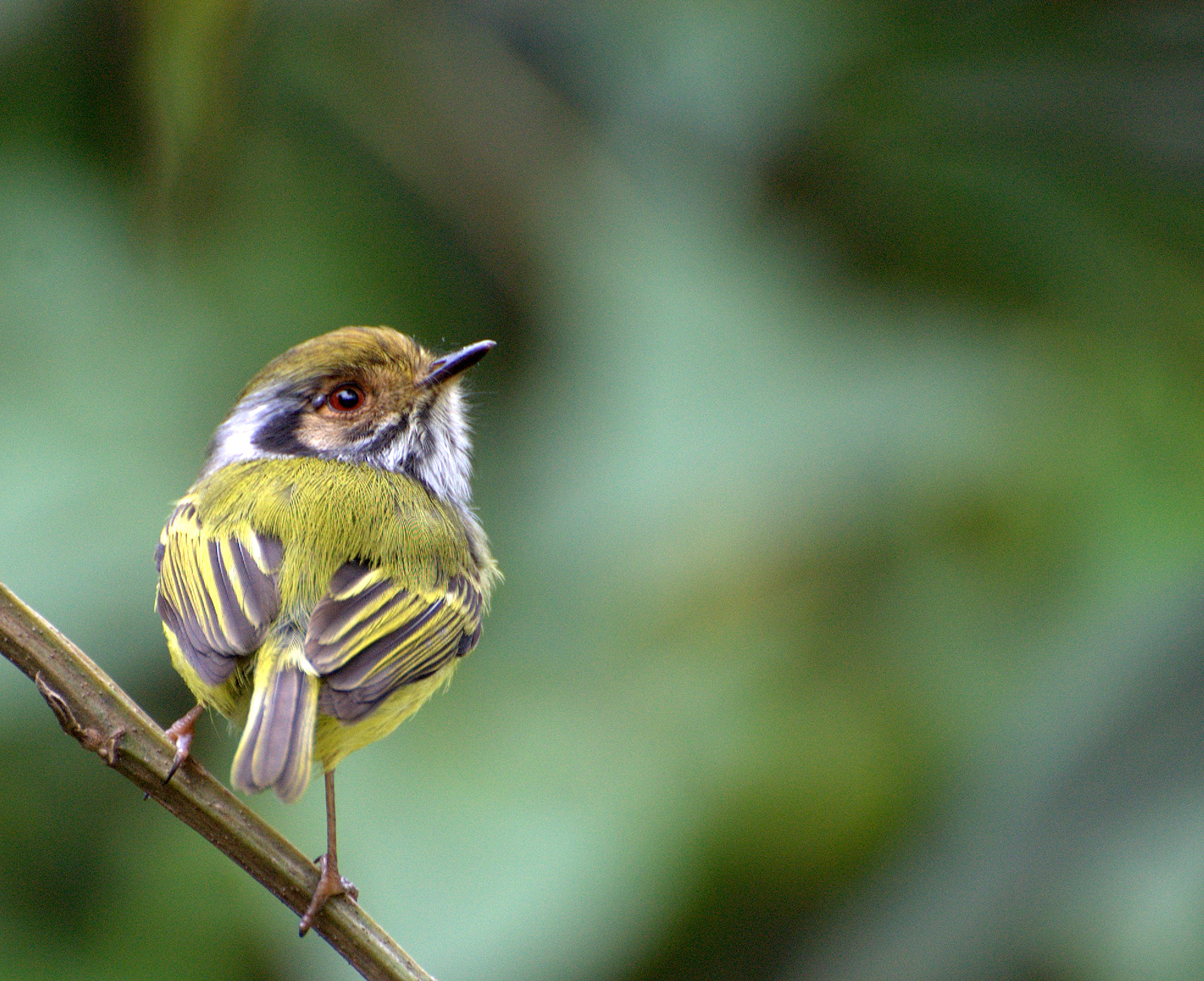
Myiornis auricularis

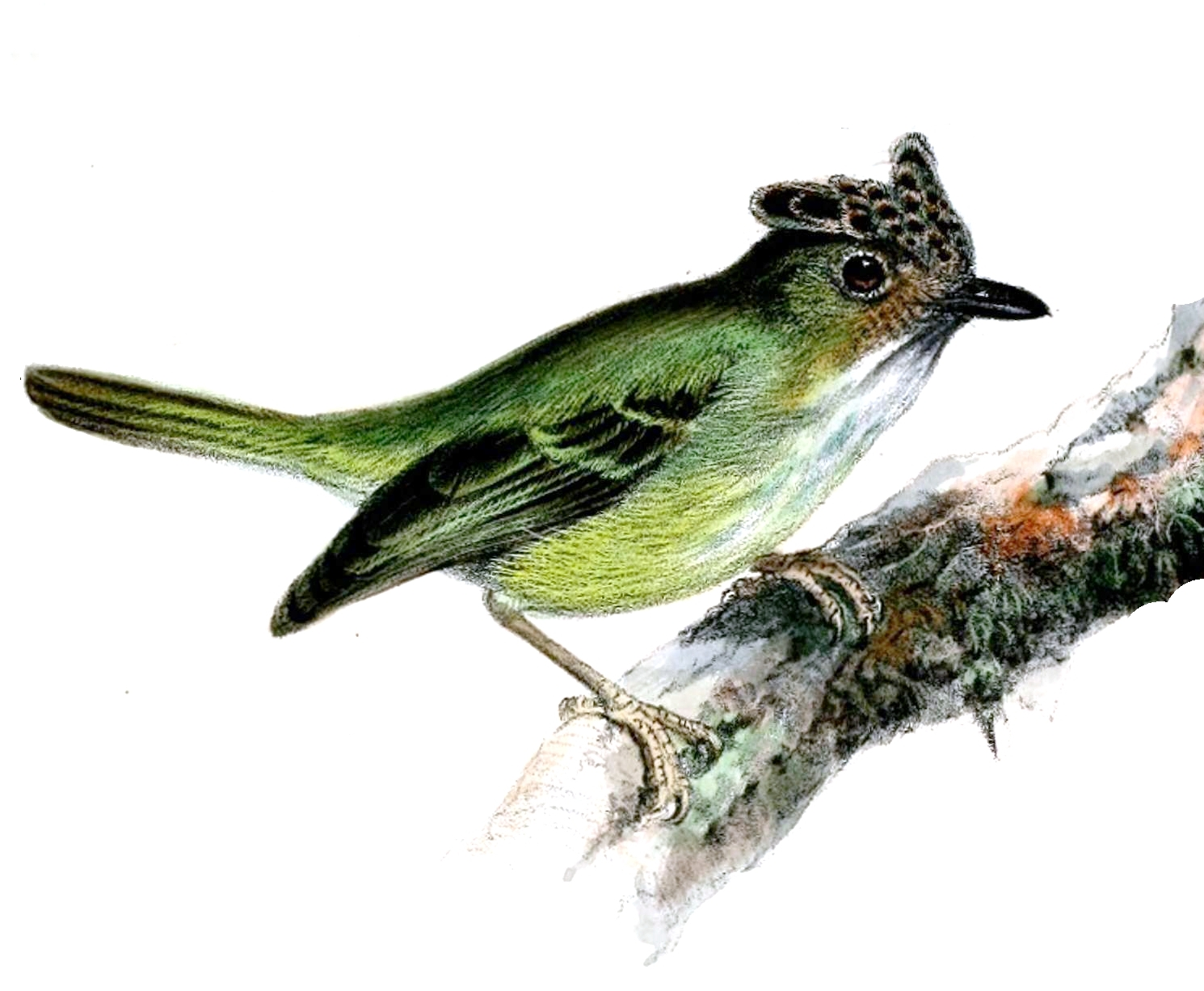
Lophotriccus vitiosus

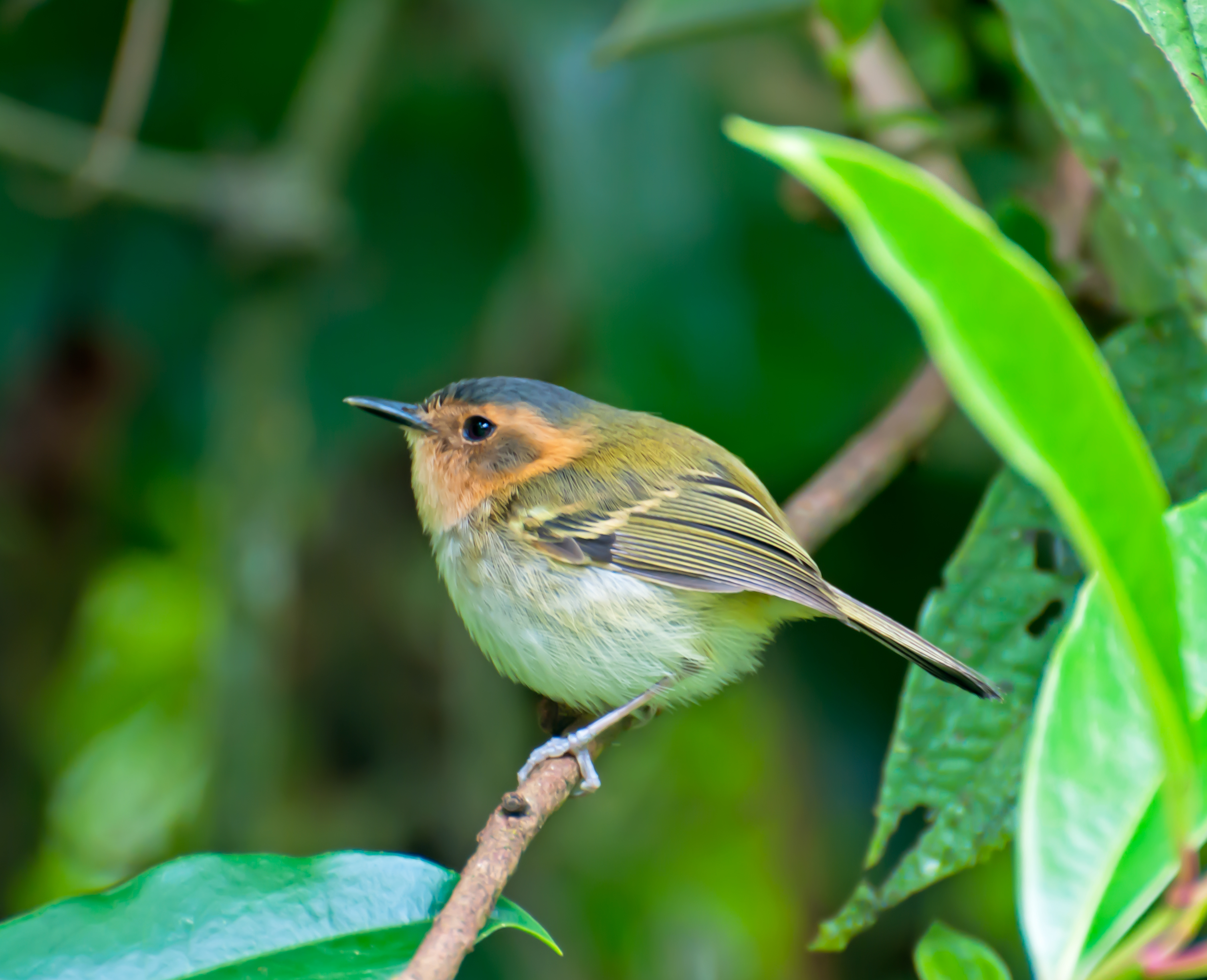
Poecilotriccus plumbeiceps

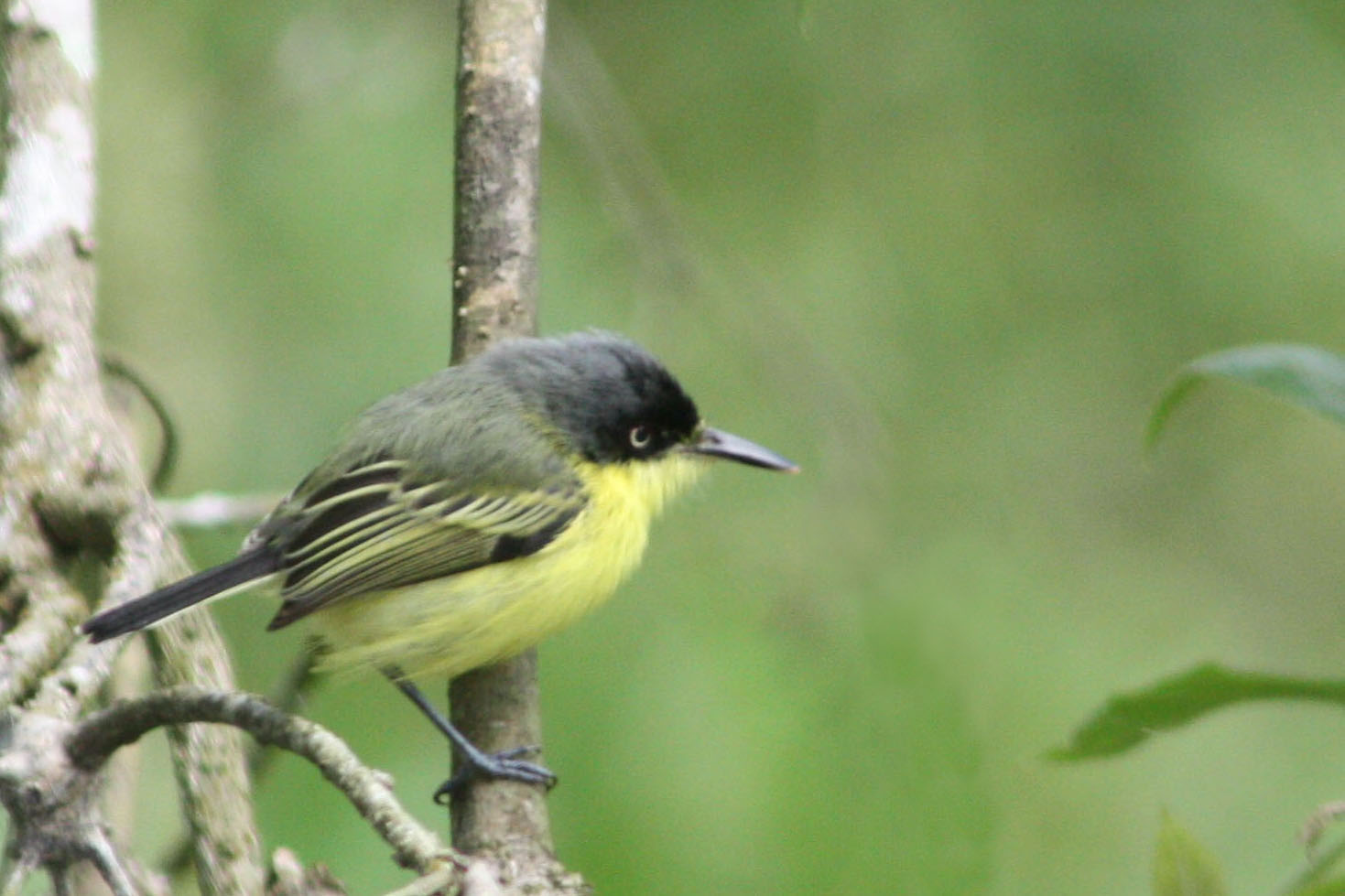
Todirostrum cinereum

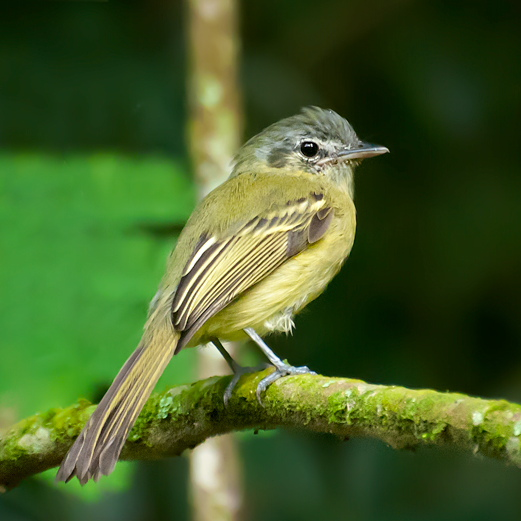
Tolmomyias sulphurescens

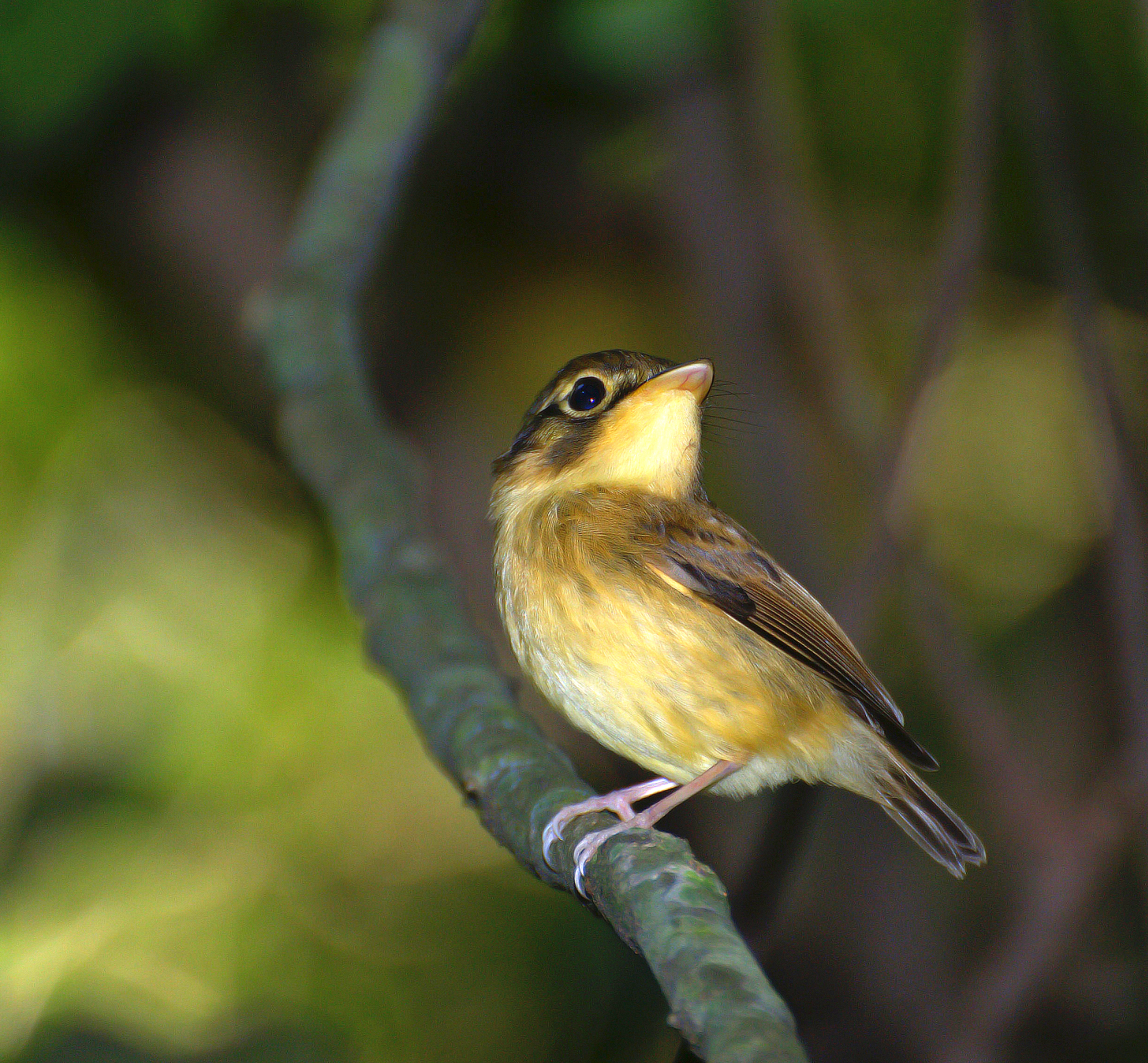
Platyrinchus mystaceus

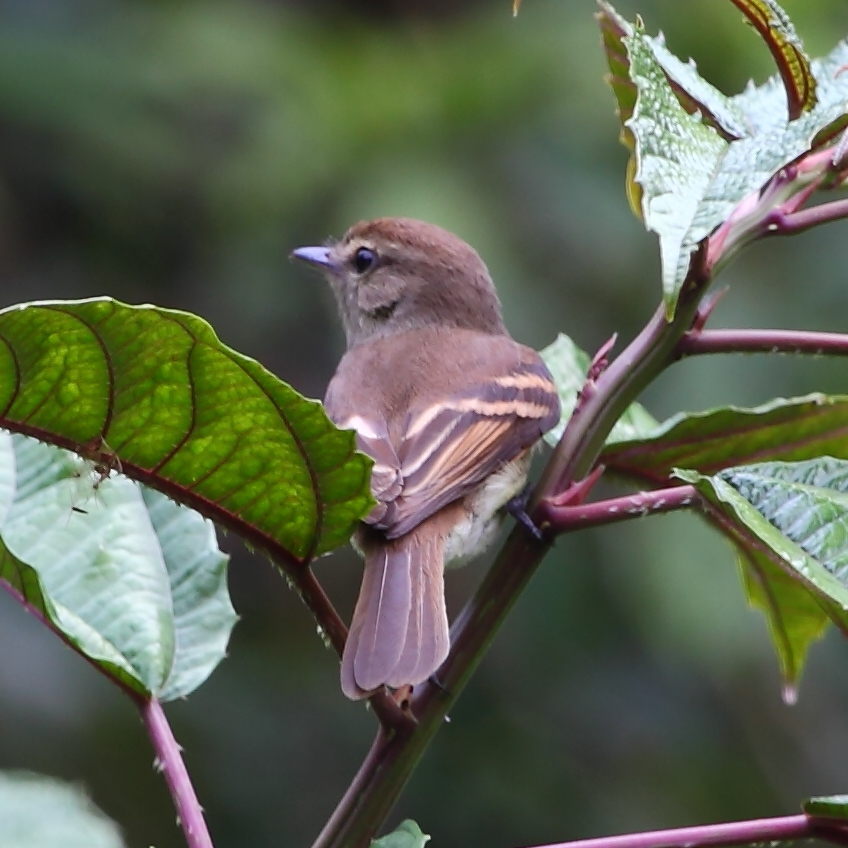
Lathrotriccus euleri

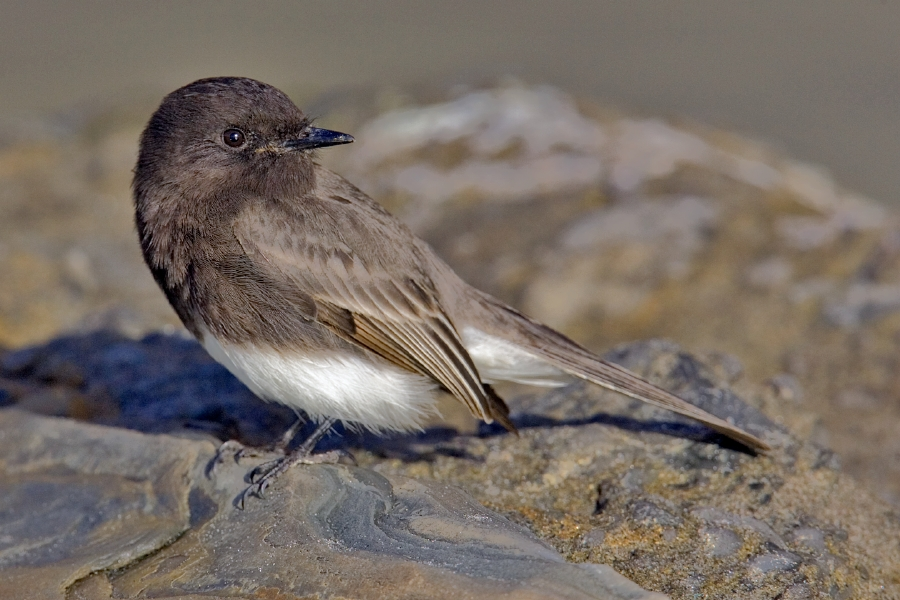
Sayornis nigricans

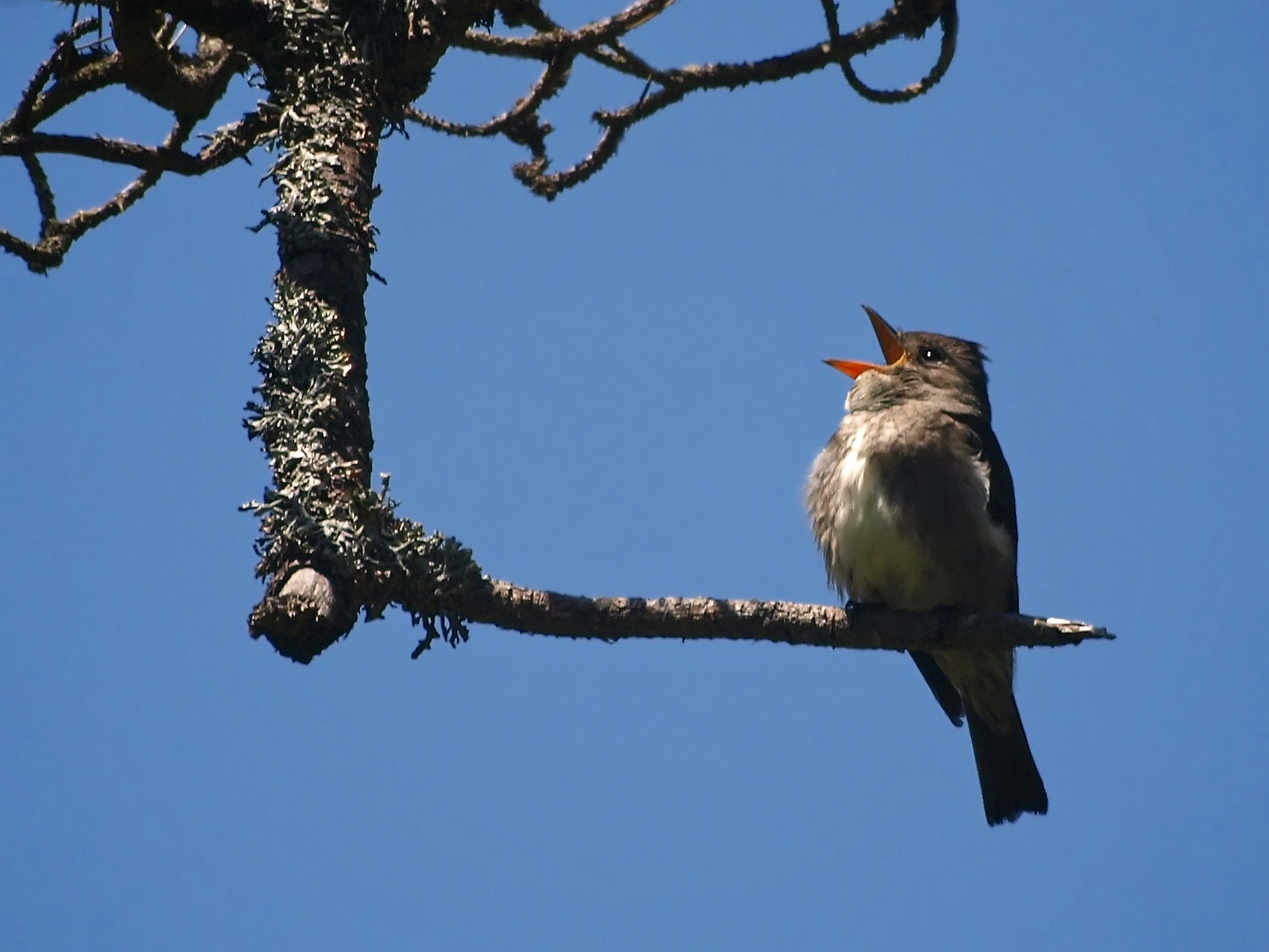
Contopus cooperi

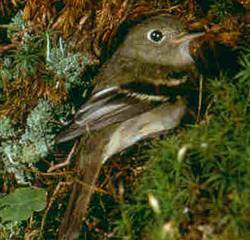
Empidonax flaviventris

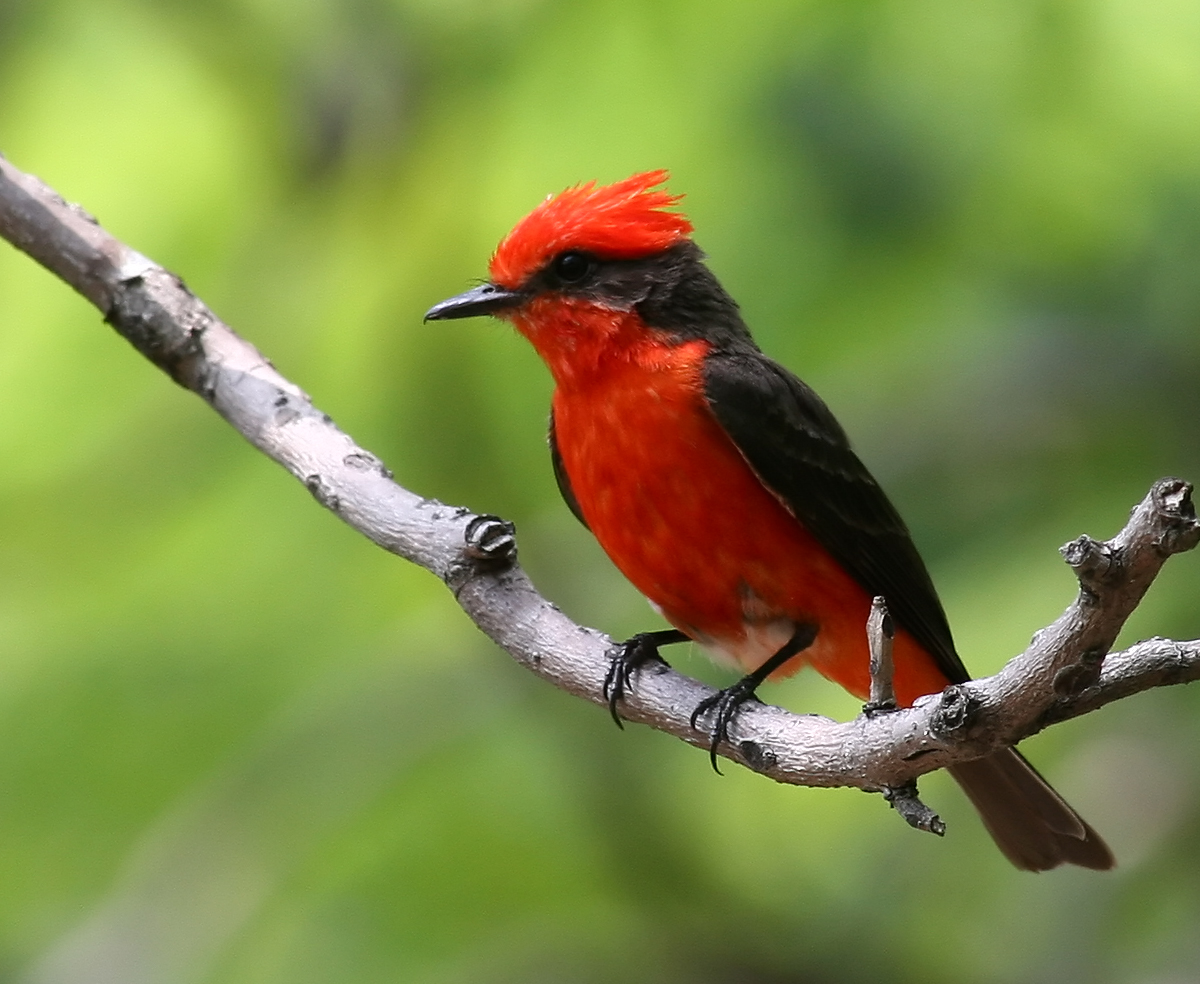
Pyrocephalus rubinus

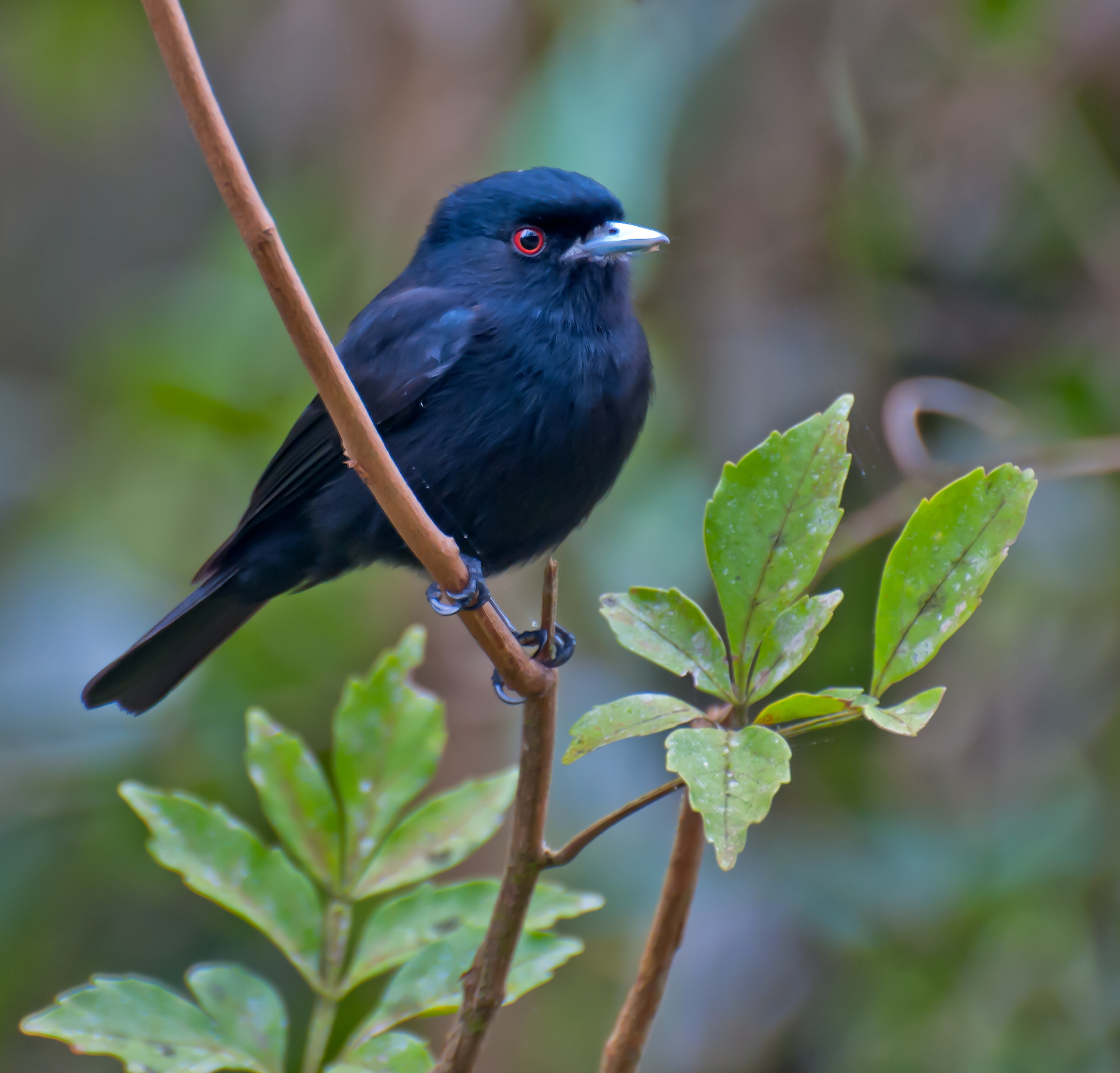
Knipolegus cyanirostris

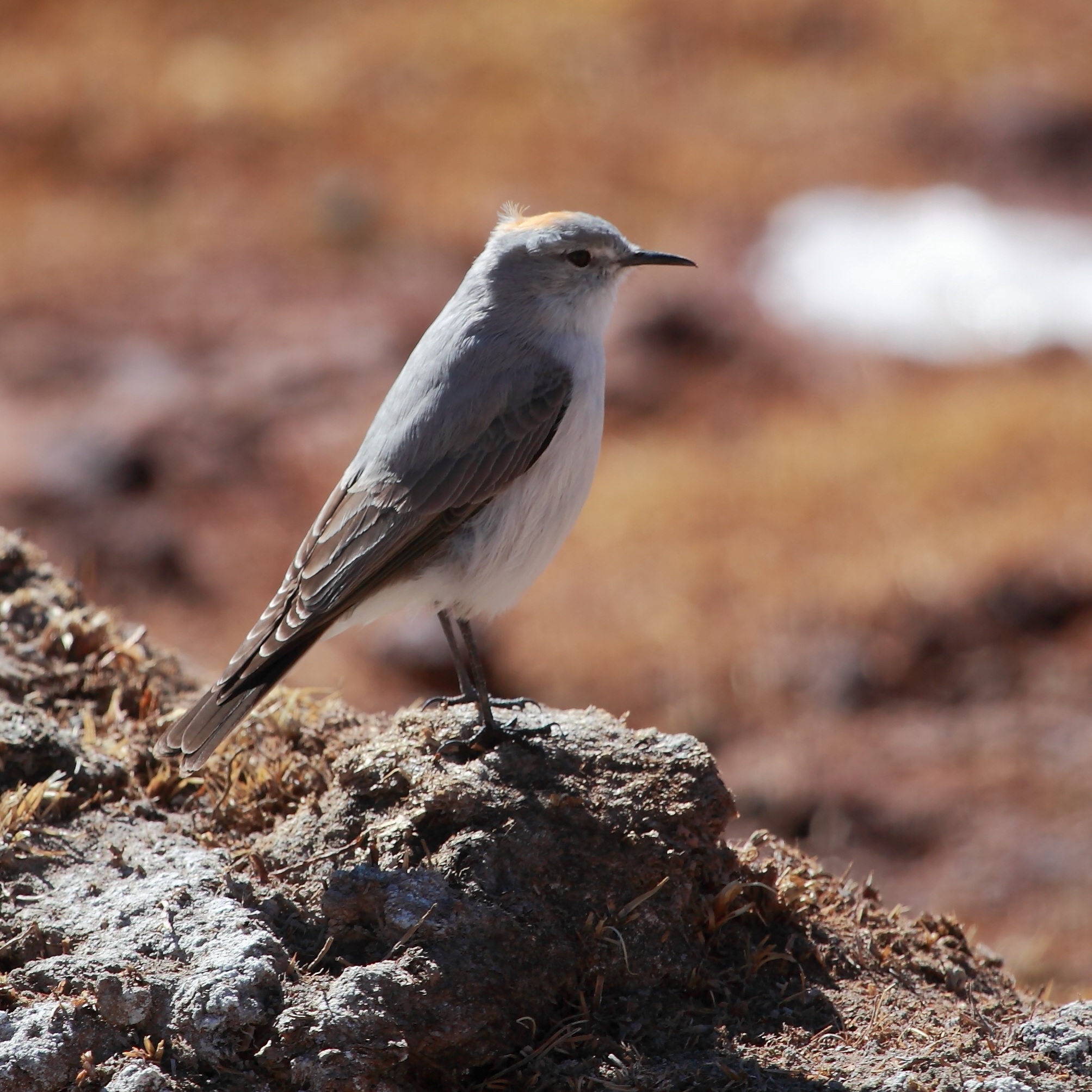
Muscisaxicola rufivertex

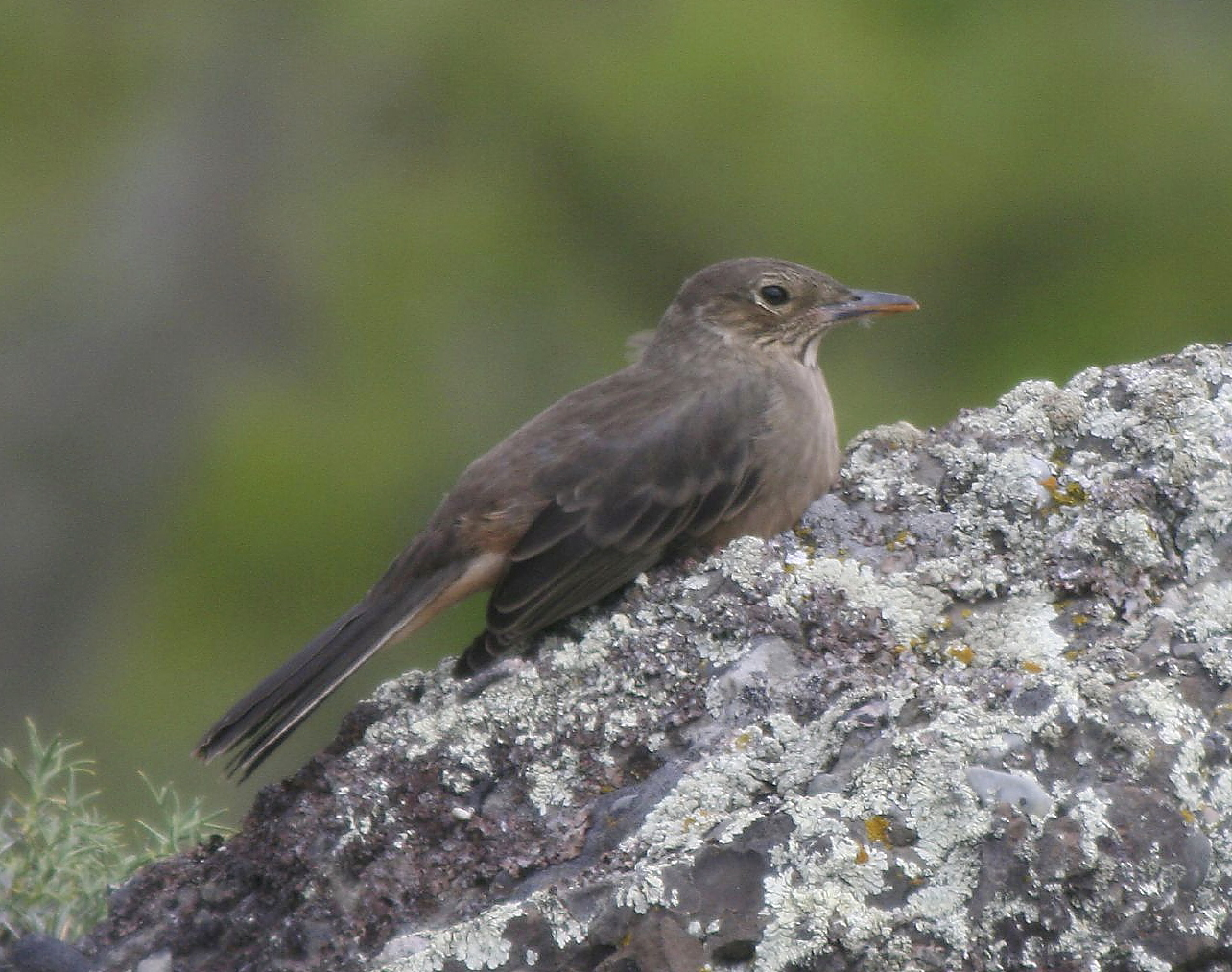
Agriornis lividus

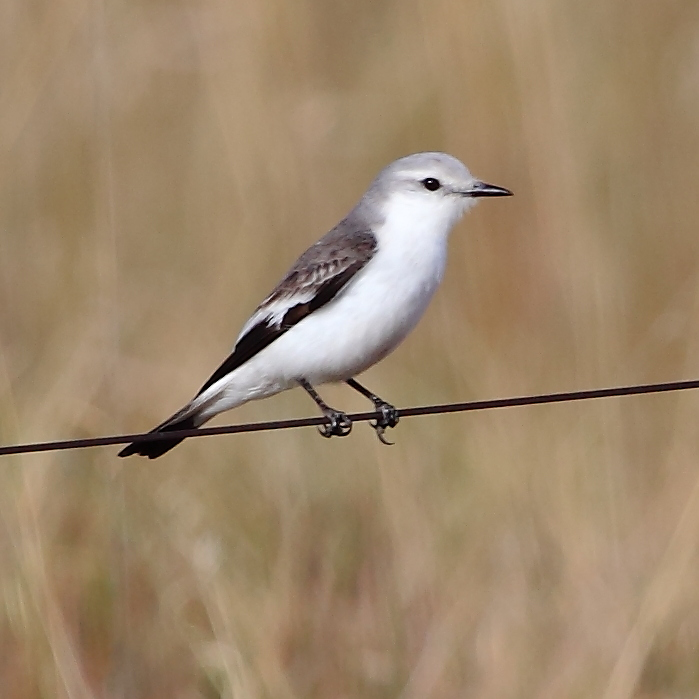
Xolmis velatus

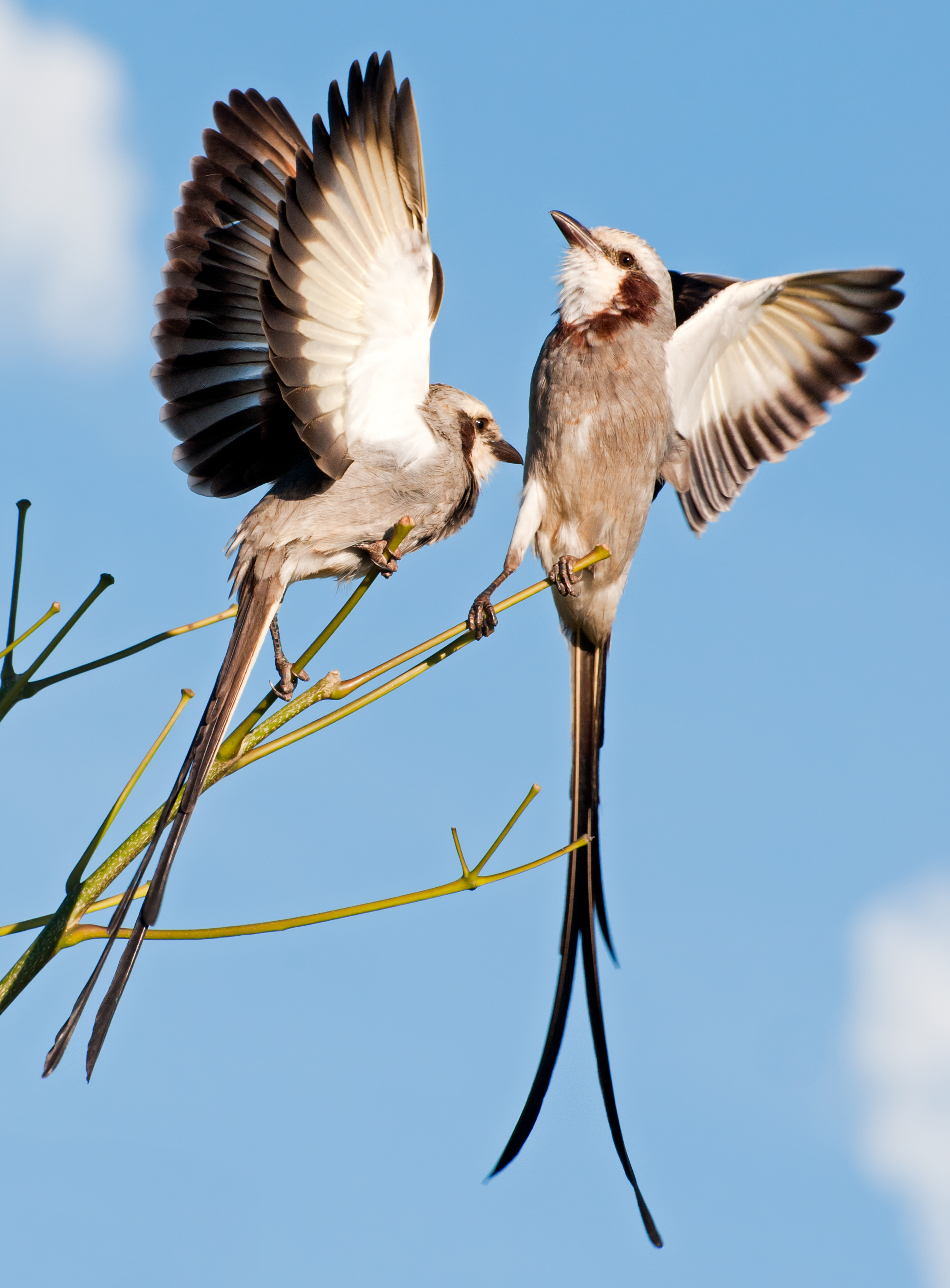
Gubernetes yetapa

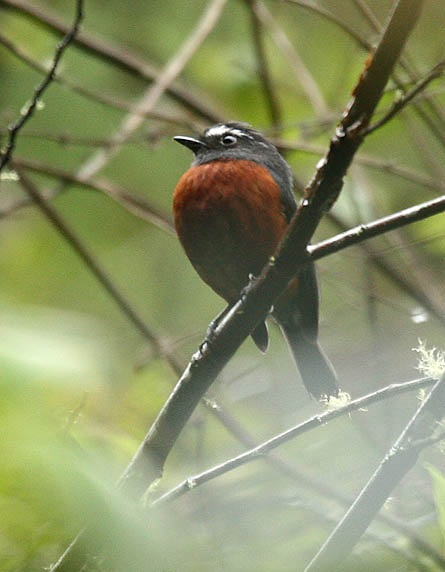
Ochthoeca cinnamomeiventris

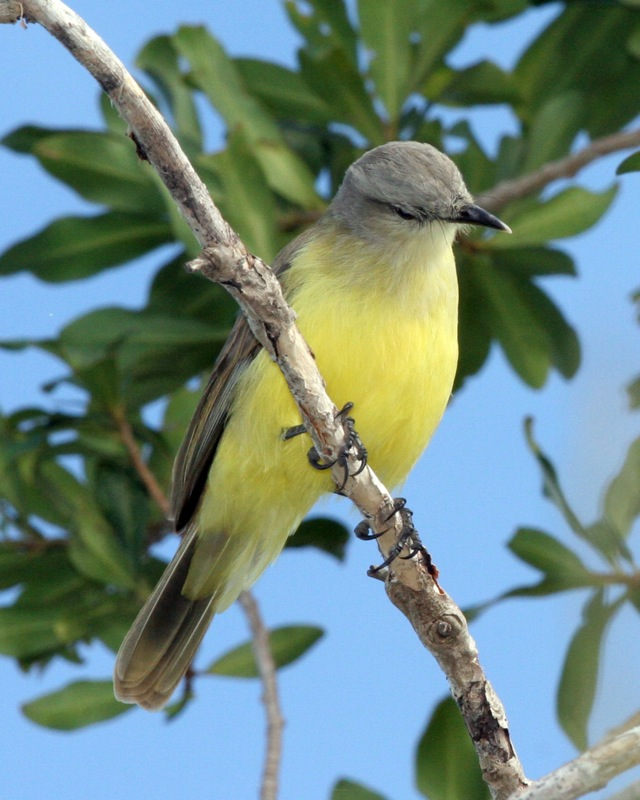
Machetornis rixosa

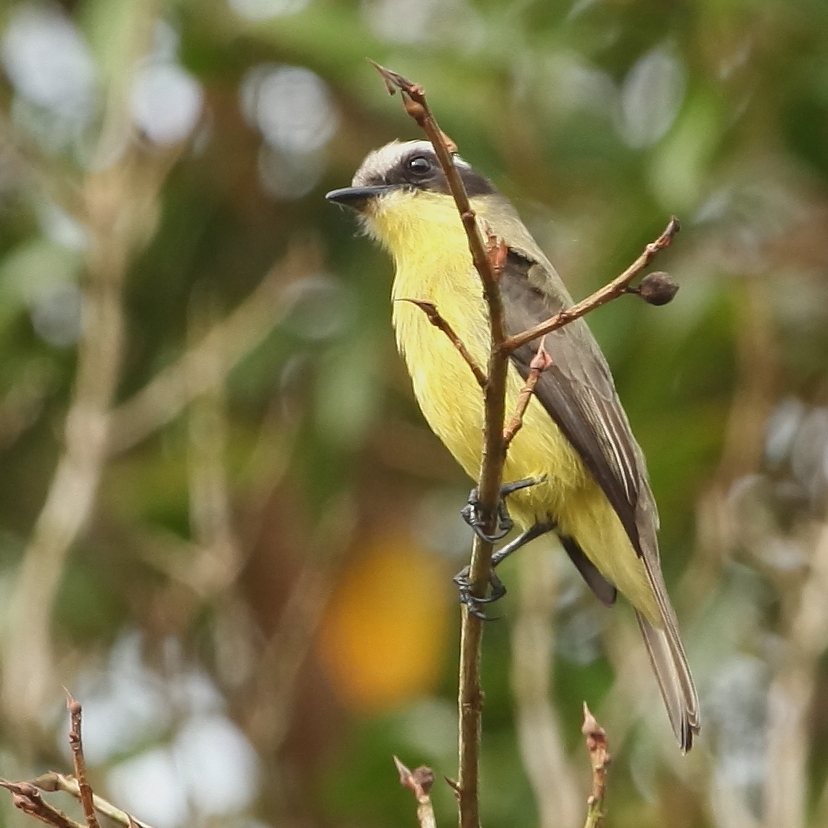
Conopias trivirgatus

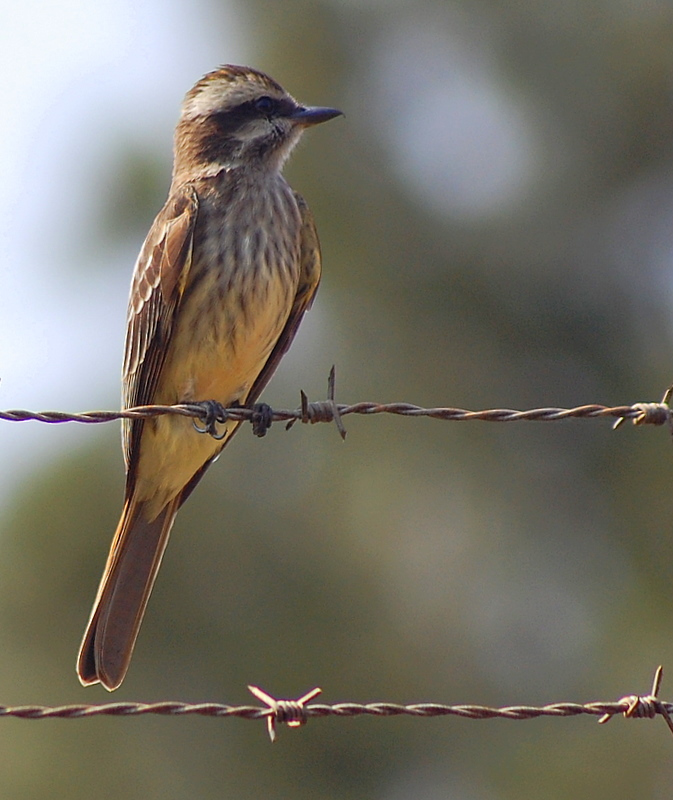
Empidonomus varius

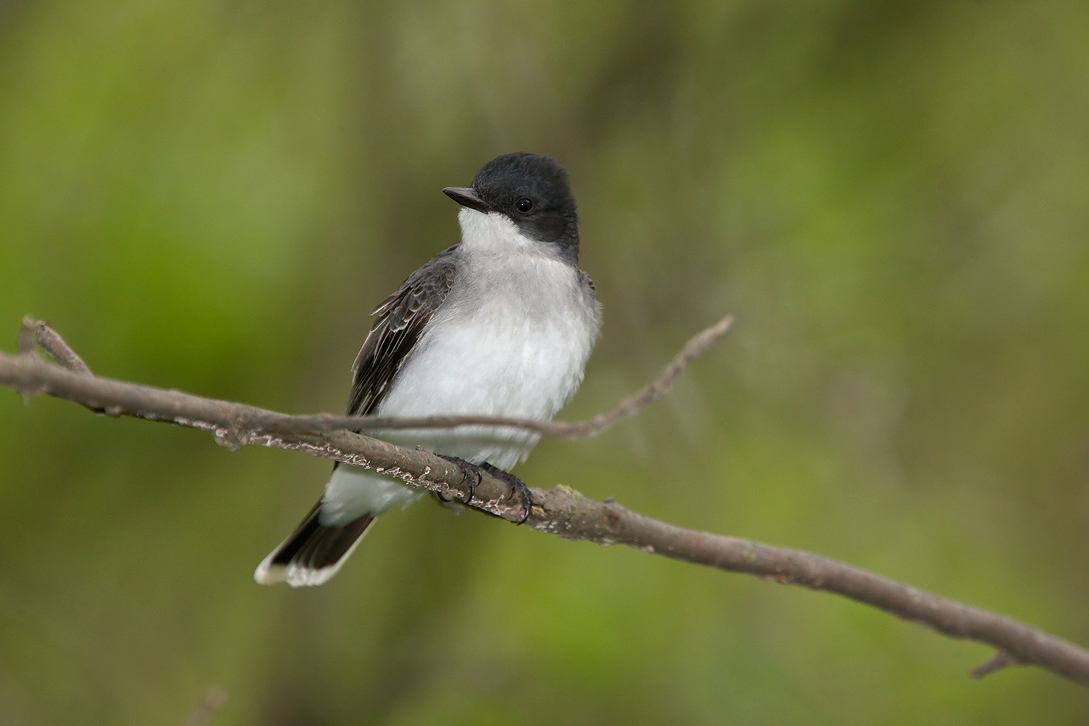
Tyrannus tyrannus

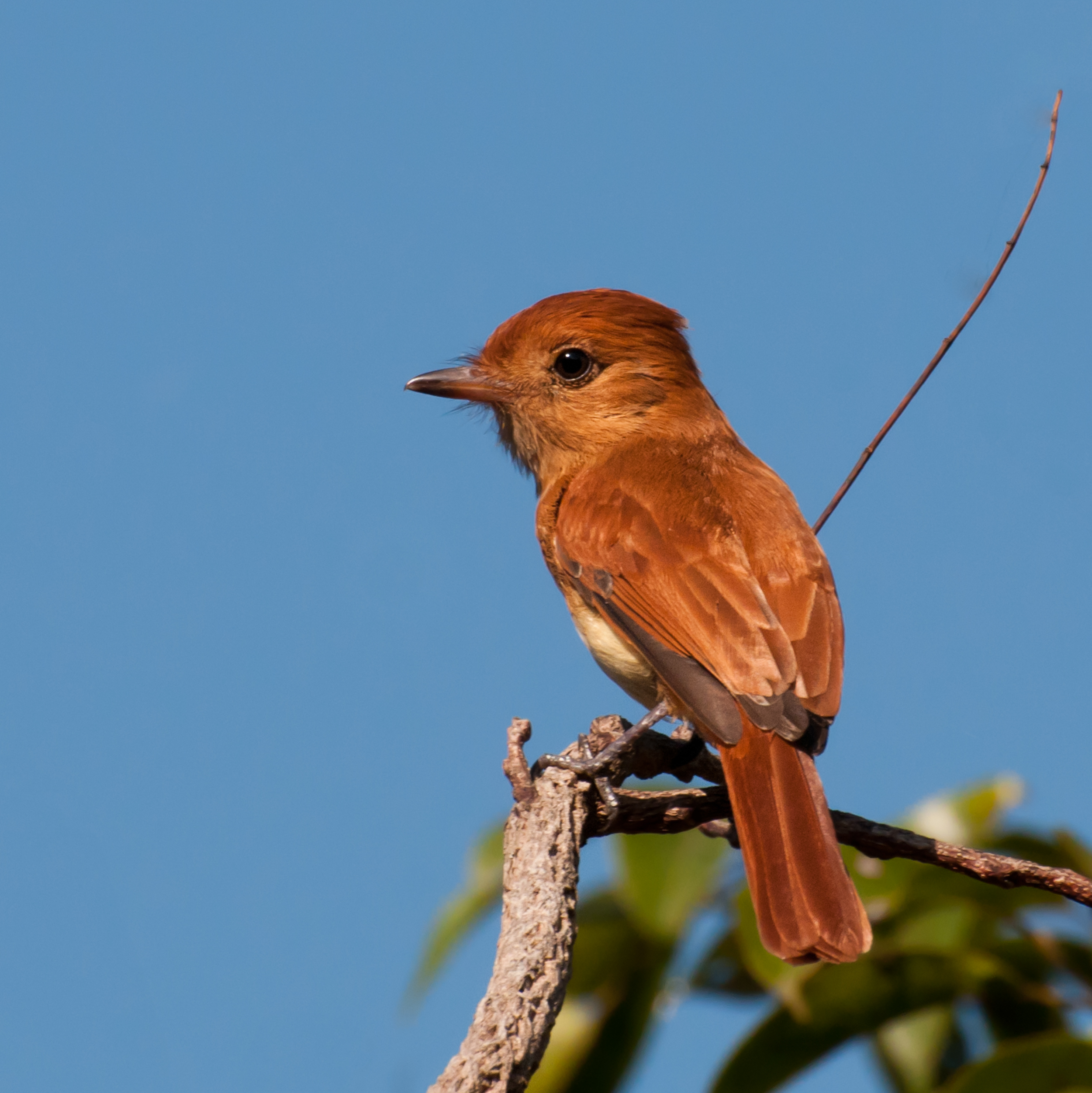
Casiornis rufus

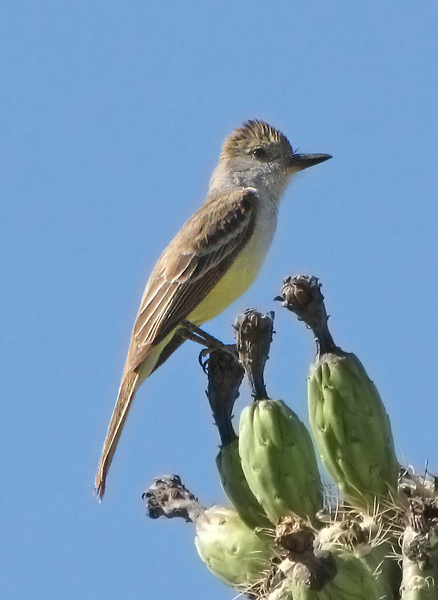
Myiarchus cinerascens

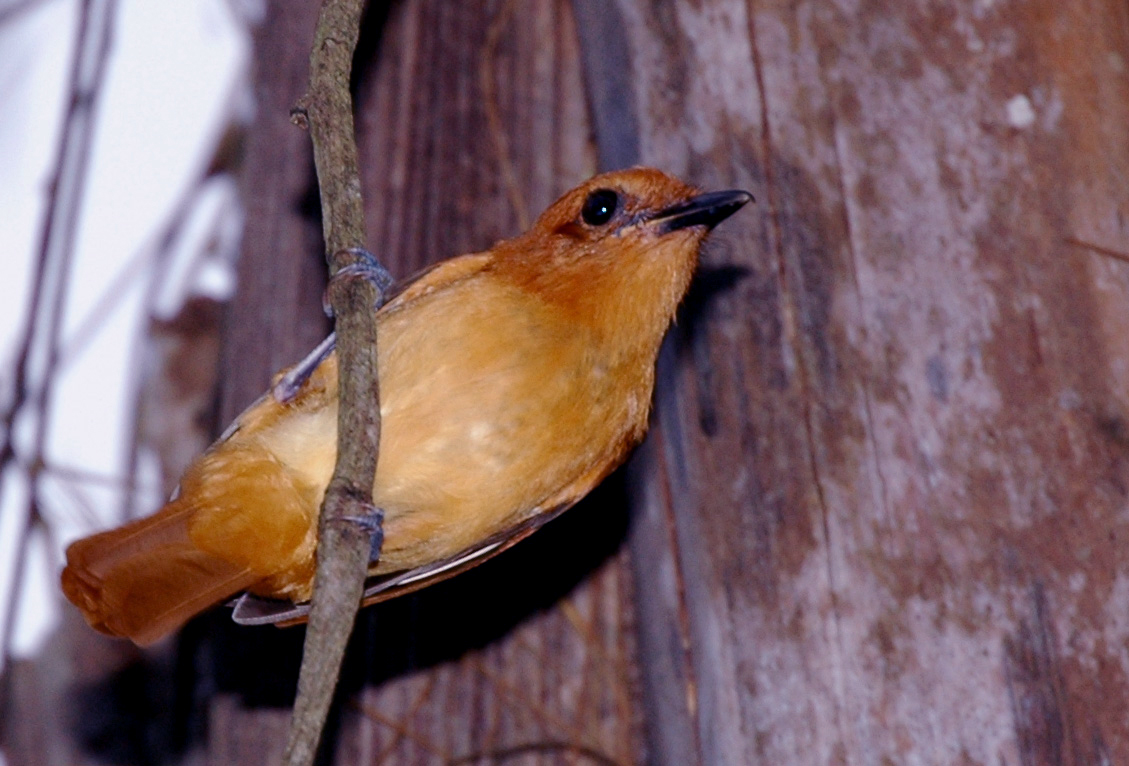
Attila cinnamomeus

  - Piprites chloris (Temminck, 1822) - manachino verde alifasciate
  - Piprites pileata (Temminck, 1822) - manachino capinero

- Genere Phyllomyias
  - Phyllomyias fasciatus (Thunberg, 1822) - tiranno piccolo del Planalto.
  - Phyllomyias weedeni Herzog, Kessler & Balderrama, 2008
  - Phyllomyias burmeisteri Cabanis & Heine, 1859 - tiranno piccolo di Burmeister
  - Phyllomyias zeledoni (Lawrence, 1869) - tirannetto frontebianca
  - Phyllomyias virescens (Temminck, 1824)
  - Phyllomyias reiseri Hellmayr, 1905
  - Phyllomyias urichi (Chapman, 1899)
  - Phyllomyias sclateri Berlepsch, 1901
  - Phyllomyias griseocapilla Sclater, 1862
  - Phyllomyias griseiceps (Sclater & Salvin, 1871)
  - Phyllomyias plumbeiceps (Lawrence, 1869)
  - Phyllomyias nigrocapillus (Lafresnaye, 1845)
  - Phyllomyias cinereiceps (Sclater, 1860)
  - Phyllomyias uropygialis (Lawrence, 1869)

- Genere Tyrannulus
  - Tyrannulus elatus (Latham, 1790) - tiranno piccolo corona gialla

- Genere Myiopagis
  - Myiopagis gaimardii (d'Orbigny, 1840)
  - Myiopagis caniceps (Swainson, 1835)
  - Myiopagis olallai Coopmans & Krabbe, 2000
  - Myiopagis subplacens (Sclater, 1862)
  - Myiopagis flavivertex (Sclater, 1887)
  - Myiopagis viridicata (Vieillot, 1817)
  - Myiopagis cotta (Gosse, 1849)

- Genere Elaenia
  - Elaenia flavogaster (Thunberg, 1822)
  - Elaenia martinica (Linnaeus, 1766) - elenia dei Caraibi.
  - Elaenia spectabilis Pelzeln, 1868
  - Elaenia ridleyana Sharpe, 1888 - elenia di Noronha
  - Elaenia albiceps (d'Orbigny & Lafresnaye, 1837)
  - Elaenia chilensis Hellmayr, 1927
  - Elaenia parvirostris Pelzeln, 1868
  - Elaenia mesoleuca (Deppe, 1830)
  - Elaenia strepera Cabanis, 1883
  - Elaenia gigas Sclater, 1871
  - Elaenia pelzelni Berlepsch, 1907 - elenia di Pelzeln
  - Elaenia cristata Pelzeln, 1868
  - Elaenia chiriquensis Lawrence, 1865
  - Elaenia brachyptera von Berlepsch, 1907
  - Elaenia ruficeps Pelzeln, 1868
  - Elaenia frantzii Lawrence, 1865
  - Elaenia obscura (d'Orbigny & Lafresnaye, 1837)
  - Elaenia sordida Zimmer, JT, 1941
  - Elaenia dayi Chapman, 1929
  - Elaenia pallatangae Sclater, 1862
  - Elaenia olivina Salvin & Godman, 1884
  - Elaenia fallax Sclater, 1861

- Genere Ornithion
  - Ornithion semiflavum (Sclater & Salvin, 1860)
  - Ornithion brunneicapillus (Lawrence, 1862)
  - Ornithion inerme Hartlaub, 1853 - tiranno piccolo inerme

- Genere Camptostoma
  - Camptostoma imberbe Sclater, 1857 - tiranno imberbe del Nord
  - Camptostoma obsoletum (Temminck, 1824) - tiranno imberbe del Sud

- Genere Suiriri
  - Suiriri suiriri (Vieillot, 1818) - suiriri del Chaco
  - Suiriri islerorum Zimmer, KJ, Whittaker & Oren, 2001

- Genere Mecocerculus
  - Mecocerculus leucophrys (d'Orbigny & Lafresnaye, 1837) - tiranno piccolo golabianca
  - Mecocerculus poecilocercus (Sclater & Salvin, 1873)
  - Mecocerculus hellmayri Berlepsch, 1907
  - Mecocerculus calopterus (Sclater, 1859)
  - Mecocerculus minor (Taczanowski, 1879)
  - Mecocerculus stictopterus (Sclater, 1859)

- Genere Anairetes
  - Anairetes nigrocristatus Taczanowski, 1884
  - Anairetes reguloides (d'Orbigny & Lafresnaye, 1837)
  - Anairetes alpinus (Carriker, 1933)
  - Anairetes flavirostris Sclater & Salvin, 1876
  - Anairetes parulus (Kittlitz, 1830)
  - Anairetes fernandezianus (Philippi, 1857)

- Genere Uromyias
  - Uromyias agilis (Sclater, 1856)
  - Uromyias agraphia (Chapman, 1919)

- Genere Serpophaga
  - Serpophaga cinerea (Tschudi, 1844)
  - Serpophaga hypoleuca Sclater & Salvin, 1866
  - Serpophaga nigricans (Vieillot, 1817)
  - Serpophaga subcristata (Vieillot, 1817)
  - Serpophaga munda Berlepsch, 1893
  - Serpophaga griseicapilla Straneck, 2007

- Genere Phaeomyias
  - Phaeomyias murina (von Spix, 1825)
  - Phaeomyias tumbezana (Taczanowski, 1877)

- Genere Capsiempis
  - Capsiempis flaveola (Lichtenstein, 1823)

- Genere Polystictus
  - Polystictus pectoralis (Vieillot, 1817)
  - Polystictus superciliaris (Wied-Neuwied, 1831)

- Genere Nesotriccus
  - Nesotriccus ridgwayi Townsend, 1895 - pigliamosche dell'isola di Cocos

- Genere Pseudocolopteryx
  - Pseudocolopteryx dinelliana Lillo, 1905
  - Pseudocolopteryx sclateri (Oustalet, 1892)
  - Pseudocolopteryx acutipennis (Sclater & Salvin, 1873)
  - Pseudocolopteryx flaviventris (d'Orbigny & Lafresnaye, 1837)
  - Pseudocolopteryx citreola (Landbeck, 1864)

- Genere Pseudotriccus
  - Pseudotriccus pelzelni Taczanowski & Berlepsch, 1885
  - Pseudotriccus simplex (Berlepsch, 1901)
  - Pseudotriccus ruficeps (Lafresnaye, 1843)

- Genere Corythopis
  - Corythopis torquatus Tschudi, 1844
  - Corythopis delalandi (Lesson, 1831)

- Genere Euscarthmus
  - Euscarthmus meloryphus Wied-Neuwied, 1831
  - Euscarthmus rufomarginatus (Pelzeln, 1868)

- Genere Pseudelaenia
  - Pseudelaenia leucospodia (Taczanowski, 1877)

- Genere Stigmatura
  - Stigmatura napensis Chapman, 1926
  - Stigmatura budytoides (d'Orbigny & Lafresnaye, 1837)

- Genere Zimmerius
  - Zimmerius vilissimus (Sclater & Salvin, 1859)
  - Zimmerius parvus (Lawrence, 1862)
  - Zimmerius improbus (Sclater & Salvin, 1871)
  - Zimmerius petersi (Berlepsch, 1907)
  - Zimmerius bolivianus (d'Orbigny, 1840)
  - Zimmerius cinereicapilla (Cabanis, 1873)
  - Zimmerius villarejoi Álvarez Alonso & Whitney, BM, 2001
  - Zimmerius chicomendesi Whitney, Schunck, Rêgo & Silveira, 2013
  - Zimmerius gracilipes (Sclater & Salvin, 1868)
  - Zimmerius acer (Salvin & Godman, 1883)
  - Zimmerius chrysops (Sclater, 1859)
  - Zimmerius minimus (Chapman, 1912)
  - Zimmerius albigularis (Chapman, 1924)
  - Zimmerius flavidifrons (Sclater, 1860)
  - Zimmerius viridiflavus (Tschudi, 1844)

- Genere Pogonotriccus
  - Pogonotriccus poecilotis (Sclater, 1862)
  - Pogonotriccus chapmani (Gilliard, 1940)
  - Pogonotriccus ophthalmicus Taczanowski, 1874
  - Pogonotriccus orbitalis (Cabanis, 1873)
  - Pogonotriccus venezuelanus Berlepsch, 1907
  - Pogonotriccus lanyoni (Graves, 1988)
  - Pogonotriccus eximius (Temminck, 1822)

- Genere Phylloscartes
  - Phylloscartes ventralis (Temminck, 1824)
  - Phylloscartes ceciliae Teixeira, 1987
  - Phylloscartes kronei Willis & Oniki, 1992
  - Phylloscartes beckeri Gonzaga & Pacheco, 1995
  - Phylloscartes flavovirens (Lawrence, 1862)
  - Phylloscartes virescens Todd, 1925
  - Phylloscartes gualaquizae (Sclater, 1887)
  - Phylloscartes nigrifrons (Salvin & Godman, 1884)
  - Phylloscartes superciliaris (Sclater & Salvin, 1868)
  - Phylloscartes flaviventris (Hartert, 1897)
  - Phylloscartes parkeri Fitzpatrick & Stotz, 1997
  - Phylloscartes roquettei Snethlage, 1928
  - Phylloscartes paulista von Ihering, H & von Ihering, R, 1907
  - Phylloscartes oustaleti (Sclater, 1887)
  - Phylloscartes difficilis (von Ihering, H & von Ihering, R, 1907)
  - Phylloscartes sylviolus (Cabanis & Heine, 1859)

- Genere Mionectes
  - Mionectes striaticollis (d'Orbigny & Lafresnaye, 1837)
  - Mionectes olivaceus Lawrence, 1868
  - Mionectes oleagineus (Lichtenstein, 1823)
  - Mionectes macconnelli (Chubb, 1919)
  - Mionectes rufiventris Cabanis, 1846

- Genere Leptopogon
  - Leptopogon amaurocephalus Cabanis, 1846
  - Leptopogon superciliaris Tschudi, 1844
  - Leptopogon rufipectus (Lafresnaye, 1846)
  - Leptopogon taczanowskii Hellmayr, 1917

- Genere Sublegatus
  - Sublegatus arenarum (Salvin, 1863)
  - Sublegatus obscurior Todd, 1920
  - Sublegatus modestus (Wied-Neuwied, 1831)

- Genere Inezia
  - Inezia tenuirostris (Cory, 1913)
  - Inezia inornata (Salvadori, 1897)
  - Inezia subflava (Sclater & Salvin, 1873)
  - Inezia caudata (Salvin, 1897)

- Genere Myiophobus
  - Myiophobus flavicans (Sclater, 1861)
  - Myiophobus phoenicomitra (Taczanowski & Berlepsch, 1885)
  - Myiophobus inornatus Carriker, 1932
  - Myiophobus roraimae (Salvin & Godman, 1883)
  - Myiophobus cryptoxanthus (Sclater, 1861)
  - Myiophobus fasciatus (Statius Müller, 1776)

- Genere Nephelomyias
  - Nephelomyias pulcher (Sclater, 1861)
  - Nephelomyias lintoni (Meyer de Schauensee, 1951)
  - Nephelomyias ochraceiventris (Cabanis, 1873)

- Genere Myiotriccus
  - Myiotriccus ornatus (Lafresnaye, 1853)

- Genere Tachuris
  - Tachuris rubrigastra (Vieillot, 1817)

- Genere Culicivora
  - Culicivora caudacuta (Vieillot, 1818)

- Genere Hemitriccus
  - Hemitriccus diops (Temminck, 1822)
  - Hemitriccus obsoletus (Miranda-Ribeiro, 1905)
  - Hemitriccus flammulatus Berlepsch, 1901
  - Hemitriccus minor (Snethlage, 1907)
  - Hemitriccus spodiops (Berlepsch, 1901)
  - Hemitriccus josephinae (Chubb, 1914)
  - Hemitriccus zosterops (Pelzeln, 1868)
  - Hemitriccus griseipectus (Snethlage, 1907)
  - Hemitriccus minimus (Todd, 1925)
  - Hemitriccus orbitatus (Wied-Neuwied, 1831)
  - Hemitriccus iohannis (Snethlage, 1907)
  - Hemitriccus striaticollis (Lafresnaye, 1853)
  - Hemitriccus nidipendulus (Wied-Neuwied, 1831)
  - Hemitriccus margaritaceiventer (d'Orbigny & Lafresnaye, 1837)
  - Hemitriccus inornatus (Pelzeln, 1868)
  - Hemitriccus granadensis (Hartlaub, 1843)
  - Hemitriccus mirandae (Snethlage, E, 1925)
  - Hemitriccus cinnamomeipectus Fitzpatrick & O'Neill, 1979
  - Hemitriccus kaempferi (Zimmer, 1953)
  - Hemitriccus rufigularis (Cabanis, 1873)
  - Hemitriccus furcatus (Lafresnaye, 1846)

- Genere Myiornis
  - Myiornis auricularis (Vieillot, 1818)
  - Myiornis albiventris (Berlepsch & Stolzmann, 1894)
  - Myiornis atricapillus (Lawrence, 1875)
  - Myiornis ecaudatus (d'Orbigny & Lafresnaye, 1837)

- Genere Oncostoma
  - Oncostoma cinereigulare (Sclater, 1857)
  - Oncostoma olivaceum (Lawrence, 1862)

- Genere Lophotriccus
  - Lophotriccus pileatus (Tschudi, 1844)
  - Lophotriccus eulophotes Todd, 1925
  - Lophotriccus vitiosus (Bangs & Penard, TE, 1921)
  - Lophotriccus galeatus (Boddaert, 1783)

- Genere Atalotriccus
  - Atalotriccus pilaris (Cabanis, 1847)

- Genere Poecilotriccus
  - Poecilotriccus ruficeps (Kaup, 1852)
  - Poecilotriccus luluae Johnson, NK & Jones, RE, 2001
  - Poecilotriccus albifacies (Blake, 1959)
  - Poecilotriccus capitalis (Sclater, 1857)
  - Poecilotriccus senex (Pelzeln, 1868)
  - Poecilotriccus russatus (Salvin & Godman, 1884)
  - Poecilotriccus plumbeiceps (Lafresnaye, 1846)
  - Poecilotriccus fumifrons (Hartlaub, 1853)
  - Poecilotriccus latirostris (Pelzeln, 1868)
  - Poecilotriccus sylvia (Desmarest, 1806)
  - Poecilotriccus calopterus (Sclater, 1857)
  - Poecilotriccus pulchellus (Sclater, 1874)

- Genere Taeniotriccus
  - Taeniotriccus andrei Berlepsch & Hartert, 1902

- Genere Todirostrum
  - Todirostrum maculatum (Desmarest, 1806)
  - Todirostrum poliocephalum (Wied-Neuwied, 1831)
  - Todirostrum cinereum (Linnaeus, 1766)
  - Todirostrum viridanum Hellmayr, 1927
  - Todirostrum pictum Salvin, 1897
  - Todirostrum chrysocrotaphum Strickland, 1850
  - Todirostrum nigriceps Sclater, 1855

- Genere Cnipodectes
  - Cnipodectes subbrunneus (Sclater, 1860)
  - Cnipodectes superrufus Lane, Servat, Valqui & Lambert, 2007

- Genere Rhynchocyclus
  - Rhynchocyclus brevirostris (Cabanis, 1847)
  - Rhynchocyclus olivaceus (Temminck, 1820)
  - Rhynchocyclus pacificus (Chapman, 1914)
  - Rhynchocyclus fulvipectus (Sclater, 1860)

- Genere Tolmomyias
  - Tolmomyias sulphurescens (von Spix, 1825)
  - Tolmomyias traylori Schulenberg & Parker, 1997
  - Tolmomyias assimilis (Pelzeln, 1868)
  - Tolmomyias flavotectus (Hartert, 1902)
  - Tolmomyias poliocephalus (Taczanowski, 1884)
  - Tolmomyias flaviventris (Wied-Neuwied, 1831)
  - Tolmomyias viridiceps (Sclater & Salvin, 1873)

- Genere Calyptura
  - Calyptura cristata (Vieillot, 1818)

- Genere Platyrinchus
  - Platyrinchus saturatus Salvin & Godman, 1882
  - Platyrinchus cancrominus Sclater & Salvin, 1860
  - Platyrinchus mystaceus Vieillot, 1818
  - Platyrinchus coronatus Sclater, 1858
  - Platyrinchus flavigularis Sclater, 1862
  - Platyrinchus platyrhynchos (Gmelin, 1788)
  - Platyrinchus leucoryphus Wied-Neuwied, 1831

- Genere Neopipo
  - Neopipo cinnamomea (Lawrence, 1869)

- Genere Pyrrhomyias
  - Pyrrhomyias cinnamomeus (d'Orbigny & Lafresnaye, 1837)

- Genere Hirundinea
  - Hirundinea ferruginea (Gmelin, 1788)

- Genere Lathrotriccus
  - Lathrotriccus euleri (Cabanis, 1868)
  - Lathrotriccus griseipectus (Lawrence, 1869)

- Genere Aphanotriccus
  - Aphanotriccus capitalis (Salvin, 1865)
  - Aphanotriccus audax (Nelson, 1912)

- Genere Cnemotriccus
  - Cnemotriccus fuscatus (Wied-Neuwied, 1831)

- Genere Xenotriccus
  - Xenotriccus callizonus Dwight & Griscom, 1927
  - Xenotriccus mexicanus (Zimmer, 1938)

- Genere Sayornis
  - Sayornis phoebe (Latham, 1790)
  - Sayornis nigricans (Swainson, 1827)
  - Sayornis saya (Bonaparte, 1825)

- Genere Mitrephanes
  - Mitrephanes phaeocercus (Sclater, 1859)
  - Mitrephanes olivaceus Berlepsch & Stolzmann, 1894

- Genere Contopus
  - Contopus cooperi (Nuttall, 1831) - pigliamosche fianchi oliva
  - Contopus pertinax Cabanis & Heine, 1859
  - Contopus lugubris Lawrence, 1865
  - Contopus fumigatus (d'Orbigny & Lafresnaye, 1837)
  - Contopus ochraceus Sclater & Salvin, 1869
  - Contopus sordidulus Sclater, 1859
  - Contopus virens (Linnaeus, 1766)
  - Contopus cinereus (von Spix, 1825)
  - Contopus punensis Lawrence, 1869
  - Contopus albogularis (Berlioz, 1962)
  - Contopus nigrescens (Sclater & Salvin, 1880)
  - Contopus caribaeus (d'Orbigny, 1839)
  - Contopus hispaniolensis (Bryant, 1867)
  - Contopus pallidus (Gosse, 1847)
  - Contopus latirostris (Verreaux, 1866)

- Genere Empidonax
  - Empidonax flaviventris (Baird, WM & Baird, SF, 1843)
  - Empidonax virescens (Vieillot, 1818)
  - Empidonax traillii (Audubon, 1828)
  - Empidonax alnorum Brewster, 1895
  - Empidonax albigularis Sclater & Salvin, 1859
  - Empidonax minimus (Baird, WM & Baird, SF, 1843)
  - Empidonax hammondii (Xántus de Vésey, 1858)
  - Empidonax oberholseri Phillips, AR, 1939
  - Empidonax wrightii Baird, SF, 1858
  - Empidonax affinis (Swainson, 1827)
  - Empidonax difficilis Baird, SF, 1858
  - Empidonax occidentalis Nelson, 1897
  - Empidonax flavescens Lawrence, 1865
  - Empidonax fulvifrons (Giraud Jr, 1841)
  - Empidonax atriceps Salvin, 1870

- Genere Pyrocephalus
  - Pyrocephalus rubinus (Boddaert, 1783)

- Genere Lessonia
  - Lessonia rufa (Gmelin, 1789)
  - Lessonia oreas (Sclater & Salvin, 1869)

- Genere Knipolegus
  - Knipolegus striaticeps (d'Orbigny & Lafresnaye, 1837)
  - Knipolegus hudsoni Sclater, 1872
  - Knipolegus poecilocercus (Pelzeln, 1868)
  - Knipolegus signatus (Taczanowski, 1875)
  - Knipolegus cabanisi Schulz, 1882
  - Knipolegus cyanirostris (Vieillot, 1818)
  - Knipolegus poecilurus (Sclater, 1862)
  - Knipolegus orenocensis Berlepsch, 1884
  - Knipolegus aterrimus Kaup, 1853
  - Knipolegus franciscanus Snethlage, 1928
  - Knipolegus lophotes Boie, 1828
  - Knipolegus nigerrimus (Vieillot, 1818)

- Genere Hymenops
  - Hymenops perspicillatus (Gmelin, 1789)

- Genere Ochthornis
  - Ochthornis littoralis (Pelzeln, 1868)

- Genere Satrapa
  - Satrapa icterophrys (Vieillot, 1818)

- Genere Muscisaxicola
  - Muscisaxicola fluviatilis Sclater & Salvin, 1866
  - Muscisaxicola maculirostris d'Orbigny & Lafresnaye, 1837
  - Muscisaxicola griseus Taczanowski, 1884
  - Muscisaxicola juninensis Taczanowski, 1884
  - Muscisaxicola cinereus Philippi & Landbeck, 1864
  - Muscisaxicola albifrons (Tschudi, 1844)
  - Muscisaxicola flavinucha Lafresnaye, 1855
  - Muscisaxicola rufivertex d'Orbigny & Lafresnaye, 1837
  - Muscisaxicola maclovianus (Garnot, 1826)
  - Muscisaxicola albilora Lafresnaye, 1855
  - Muscisaxicola alpinus (Jardine, 1849)
  - Muscisaxicola capistratus (Burmeister, 1860)
  - Muscisaxicola frontalis (Burmeister, 1860)

- Genere Agriornis
  - Agriornis montanus (d'Orbigny & Lafresnaye, 1837)
  - Agriornis albicauda (Philippi & Landbeck, 1863)
  - Agriornis lividus (Kittlitz, 1835)
  - Agriornis micropterus Gould, 1839
  - Agriornis murinus (d'Orbigny & Lafresnaye, 1837)

- Genere Xolmis
  - Xolmis pyrope (Kittlitz, 1830)
  - Xolmis cinereus (Vieillot, 1816)
  - Xolmis coronatus (Vieillot, 1823)
  - Xolmis velatus (Lichtenstein, 1823) - monjita groppabianca
  - Xolmis irupero (Vieillot, 1823)
  - Xolmis rubetra (Burmeister, 1860)
  - Xolmis salinarum Nores & Yzurieta, 1979

- Genere Heteroxolmis
  - Heteroxolmis dominicana (Vieillot, 1823)

- Genere Myiotheretes
  - Myiotheretes striaticollis (Sclater, 1853)
  - Myiotheretes pernix (Bangs, 1899)
  - Myiotheretes fumigatus (Boissonneau, 1840)
  - Myiotheretes fuscorufus (Sclater & Salvin, 1876)

- Genere Cnemarchus
  - Cnemarchus erythropygius (Sclater, 1853)

- Genere Polioxolmis
  - Polioxolmis rufipennis (Taczanowski, 1874)

- Genere Neoxolmis
  - Neoxolmis rufiventris (Vieillot, 1823)

- Genere Gubernetes
  - Gubernetes yetapa (Vieillot, 1818)

- Genere Muscipipra
  - Muscipipra vetula (Lichtenstein, 1823)

- Genere Fluvicola
  - Fluvicola pica (Boddaert, 1783)
  - Fluvicola albiventer (von Spix, 1825)
  - Fluvicola nengeta (Linnaeus, 1766)

- Genere Arundinicola
  - Arundinicola leucocephala (Linnaeus, 1764)

- Genere Alectrurus
  - Alectrurus tricolor (Vieillot, 1816)
  - Alectrurus risora (Vieillot, 1824)

- Genere Tumbezia
  - Tumbezia salvini (Taczanowski, 1877)

- Genere Silvicultrix
  - Silvicultrix frontalis (Lafresnaye, 1847)
  - Silvicultrix spodionota (Berlepsch & Stolzmann, 1896)
  - Silvicultrix pulchella (Sclater & Salvin, 1876)
  - Silvicultrix diadema (Hartlaub, 1843)
  - Silvicultrix jelskii (Taczanowski, 1883)

- Genere Ochthoeca
  - Ochthoeca cinnamomeiventris (Lafresnaye, 1843)
  - Ochthoeca nigrita Sclater & Salvin, 1871
  - Ochthoeca thoracica Taczanowski, 1874
  - Ochthoeca rufipectoralis (d'Orbigny & Lafresnaye, 1837)
  - Ochthoeca fumicolor Sclater, 1856
  - Ochthoeca oenanthoides (d'Orbigny & Lafresnaye, 1837)
  - Ochthoeca leucophrys (d'Orbigny & Lafresnaye, 1837)
  - Ochthoeca piurae Chapman, 1924

- Genere Colorhamphus
  - Colorhamphus parvirostris (Darwin, 1839)

- Genere Colonia
  - Colonia colonus (Vieillot, 1818)

- Genere Muscigralla
  - Muscigralla brevicauda d'Orbigny & Lafresnaye, 1837

- Genere Machetornis
  - Machetornis rixosa (Vieillot, 1819)

- Genere Legatus
  - Legatus leucophaius (Vieillot, 1818)

- Genere Phelpsia
  - Phelpsia inornata (Lawrence, 1869)

- Genere Myiozetetes
  - Myiozetetes cayanensis (Linnaeus, 1766)
  - Myiozetetes similis (von Spix, 1825)
  - Myiozetetes granadensis Lawrence, 1862
  - Myiozetetes luteiventris (Sclater, 1858)

- Genere Pitangus
  - Pitangus sulphuratus (Linnaeus, 1766)

- Genere Philohydor
  - Philohydor lictor (Lichtenstein, 1823)

- Genere Conopias
  - Conopias albovittatus (Lawrence, 1862)
  - Conopias parvus (Pelzeln, 1868)
  - Conopias trivirgatus (Wied-Neuwied, 1831)
  - Conopias cinchoneti (Tschudi, 1844)

- Genere Myiodynastes
  - Myiodynastes hemichrysus (Cabanis, 1861)
  - Myiodynastes chrysocephalus (Tschudi, 1844)
  - Myiodynastes bairdii (Gambel, 1847)
  - Myiodynastes luteiventris Sclater, 1859
  - Myiodynastes maculatus (Statius Müller, 1776)
  - Megarynchus pitangua (Linnaeus, 1766)

- Genere Tyrannopsis
  - Tyrannopsis sulphurea (von Spix, 1825)

- Genere Empidonomus
  - Empidonomus varius (Vieillot, 1818)

- Genere Griseotyrannus
  - Griseotyrannus aurantioatrocristatus (d'Orbigny & Lafresnaye, 1837)

- Genere Tyrannus
  - Tyrannus niveigularis Sclater, 1860
  - Tyrannus albogularis Burmeister, 1856
  - Tyrannus melancholicus Vieillot, 1819
  - Tyrannus couchii Baird, 1858
  - Tyrannus vociferans Swainson, 1826
  - Tyrannus crassirostris Swainson, 1826
  - Tyrannus verticalis Say, 1822
  - Tyrannus forficatus (Gmelin, 1789)
  - Tyrannus savana Daudin, 1802
  - Tyrannus tyrannus (Linnaeus, 1758)
  - Tyrannus dominicensis (Gmelin, 1788)
  - Tyrannus cubensis Richmond, 1898 - tiranno reale di Cuba
  - Tyrannus caudifasciatus d'Orbigny, 1839

- Genere Rhytipterna
  - Rhytipterna simplex (Lichtenstein, 1823)
  - Rhytipterna immunda (Sclater & Salvin, 1873)
  - Rhytipterna holerythra (Sclater & Salvin, 1860)

- Genere Sirystes
  - Sirystes sibilator (Vieillot, 1818)
  - Sirystes albogriseus (Lawrence, 1863)

- Genere Casiornis
  - Casiornis rufus (Vieillot, 1816)
  - Casiornis fuscus Sclater & Salvin, 1873

- Genere Myiarchus
  - Myiarchus semirufus Sclater & Salvin, 1878
  - Myiarchus yucatanensis Lawrence, 1871
  - Myiarchus barbirostris (Swainson, 1827)
  - Myiarchus tuberculifer (d'Orbigny & Lafresnaye, 1837)
  - Myiarchus swainsoni Cabanis & Heine, 1859
  - Myiarchus venezuelensis Lawrence, 1865
  - Myiarchus panamensis Lawrence, 1861
  - Myiarchus ferox (Gmelin, 1789)
  - Myiarchus apicalis Sclater & Salvin, 1881
  - Myiarchus cephalotes Taczanowski, 1880
  - Myiarchus phaeocephalus Sclater, 1860
  - Myiarchus cinerascens (Lawrence, 1851)
  - Myiarchus nuttingi Ridgway, 1882
  - Myiarchus crinitus (Linnaeus, 1758)
  - Myiarchus tyrannulus (Statius Müller, 1776)
  - Myiarchus magnirostris (Gould, 1838)
  - Myiarchus nugator Riley, 1904
  - Myiarchus validus Cabanis, 1847
  - Myiarchus sagrae (Gundlach, 1852)
  - Myiarchus stolidus (Gosse, 1847)
  - Myiarchus antillarum (Bryant, H, 1866)
  - Myiarchus oberi Lawrence, 1877

- Genere Deltarhynchus
  - Deltarhynchus flammulatus (Lawrence, 1875)

- Genere Ramphotrigon
  - Ramphotrigon megacephalum (Swainson, 1835)
  - Ramphotrigon ruficauda (von Spix, 1825)
  - Ramphotrigon fuscicauda Chapman, 1925

- Genere Attila
  - Attila phoenicurus Pelzeln, 1868
  - Attila cinnamomeus (Gmelin, 1789) - attila color cannella
  - Attila torridus Sclater, 1860
  - Attila citriniventris Sclater, 1859
  - Attila bolivianus Lafresnaye, 1848
  - Attila rufus (Vieillot, 1819)
  - Attila spadiceus (Gmelin, 1789)